# Architektura Rosji
Architektura Rosji – pojęcie obejmujące działalność budowniczą na terenach związanych z państwem rosyjskim (w danym momencie historycznym lub obecnie), ewentualnie organizmami politycznymi państwo rosyjskie poprzedzającymi. Architektura Rosji jest częścią kultury narodu rosyjskiego i pozostałych narodów Rosji. Ze względu na liczne zmiany terytorialne, rozbicie dzielnicowe Rusi i okres radziecki klasyfikacja dzieł rosyjskiej sztuki jest niezwykle utrudniona. We wszystkich okresach historycznych działalność budowlana na ziemiach rosyjskich była nieprzerwana.
Bazę dla architektury rosyjskiej stanowi ludowe budownictwo wschodniosłowiańskie oraz architektura bizantyjska, wzbogacane w różnych okresach o elementy budownictwa licznych ludów Rosji, w tym architektury islamskiej i buddyjskiej. Oprócz Rosjan znaczącą rolę w sztuce Rosji odgrywali architekci zagraniczni, szczególnie w okresie baroku i klasycyzmu. Architekturę, zwłaszcza dawną cechuje recepcja wpływów wielkich ośrodków artystycznych takich jak Bizancjum, Włochy, Francja i Niemcy. Pomimo to architektura rosyjska wykształciła szereg oryginalnych kierunków, stylów, form i innowacji artystycznych. Przedbarokowa architektura rosyjska stała się rozpoznawalnym na całym świecie symbolem Rosji. W XIX wieku style klasycystyczny, neorosyjski i neobizantyjski były podnoszone do rangi oficjalnych stylów Cesarstwa Rosyjskiego. W XX wieku powstały w Rosji konstruktywizm dokonał rewolucji w architekturze ogólnoświatowej. Inne kierunki, jak np. socrealizm miały istotny wpływ na sztukę krajów komunistycznych. Architektura rosyjska wraz z innymi dziedzinami sztuki była rozwijana poza samą Rosją niemal na całym świecie, głównie na terenie licznych krajów Europy, na Bliskim Wschodzie, Kaukazie, w Azji Środkowej, na Dalekim Wschodzie i w obydwu Amerykach.

## Historia architektury rosyjskiej

### Prehistoria
Najstarsze znane siedliska ludów pierwotnych na terenach Rosji pochodzą z paleolitu (jaskinie, szałasy i inne). Wyróżnia się dwa główne areały sztuki paleolitycznej na terenie Rosji: środkoworosyjski i syberyjski. Ważnymi stanowiskami paleolitycznymi są: Buriet, Afonowa Góra pod Krasnojarskiem, Denisowa Jaskinia z Karamą oraz Jaskinia Kapowa. Wyjątkowe znaczenie ma Jaskinia Okładnikowa, w której odkryto najdalej położone na wschód ślady pobytu neandertalczyka oraz stanowiska Janskaja w Arktyce sprzed 32,5 tys. lat, będące najdalej wysuniętym na północ stanowiskiem paleolitycznym Homo sapiens na świecie.
W epoce brązu na południowym Uralu powstała tzw. „kraina grodów” (grupa Sintaszta-Pietrowka-Arkaim, 3000–1600 lat p.n.e.), wiązana na ogół z ludnością indoeuropejską i kulturą andronowską. Z epoki brązu pochodzą także liczne megality, np. dolmeny Zachodniego Kaukazu (4–2 tys. lat p.n.e.), megality z wyspy Wiery na jeziorze Turgojak, saamskie seidy, megalityczne labirynty Rosyjskiej Północy. Co najmniej 3000 lat temu pojawiły się przypuszczalnie na terenie południowego Uralu pierwsze namioty, tzw. jurty.

### Architektura starożytna
Sztuka starożytnej Grecji, architektura starożytnego Rzymu, a następnie architektura bizantyjska są związane na terenie Rosji z greckim osadnictwem na wybrzeżach czarnomorskim i azowskim. Szczególną rolę odegrała sztuka Królestwa Bosporańskiego rozwijająca się od V wieku p.n.e. do IV wieku n.e. na terenach obejmujących wschodnią część Krymu, Półwysep Tamański, obszar Kubania i ujścia Donu, oraz sztuka Królestwa Pontyjskiego obejmująca również zachodni Kaukaz. Przodującymi ośrodkami artystycznymi były stolica europejskiego Bosporu Pantikapajon oraz stolica jego azjatyckiej części Fanagoria, znajdująca się po drugiej stronie Cieśniny Kerczeńskiej. Sztukę bosporańską kształtowały wpływy kultury i sztuki greckiej, szczególnie silne w pierwszych wiekach istnienia państwa bosporańskiego (między V a III wiekiem p.n.e.), oraz tradycje kulturowe plemion miejscowych, głównie Scytów, ale także Meotów i Syndów, a w późniejszym okresie także Sarmatów. Od I wieku n.e. zaznacza się także wpływ architektury rzymskiej. Do głównych dziedzin sztuki bosporańskiej należą m.in. architektura miejska i sztuka sepulkralna (np. Kurhan Królewski).
W schyłkowej starożytności na Dagestan promieniuje architektura sasanidzka. Z VI wieku pochodzą najstarsze zachowane fragmenty sasanidzkiego muru derbenckiego i starego miasta w Derbencie. Fundamenty budowli derbenckich sięgają V wieku naszej ery.

### Architektura wieków średnich

#### Architektura bizantyjska i kaukaska
Do najstarszych wschodnioeuropejskich zabytków chrześcijańskich należą cerkwie dawnych bizantyjskich eparchii krymskich: bosporańskiej, gockiej, dorosskiej, surożskiej (sugdejskiej), fullejskiej i chersońskiej. Przykładami architektury bizantyjskiej na Krymie są pozostałości bazyliki w Sewastopolu z VI wieku oraz cerkiew św. Jana Chrzciciela w Kerczu, wzniesiona w 717 roku i będąca najstarszą zachowaną świątynią chrześcijańską w Europie Wschodniej.
Wpływ na rozwój sztuki chrześcijańskiej na Północnym Kaukazie miały: sztuka bizantyjska, armeńska, gruzińska i staroruska. W obrębie twierdzy Naryń-Kała w Dagestanie mieszczą się pozostałości najstarszej na terenie Rosji cerkwi kopułowej z V–VI wieku, wybudowanej na planie krzyża greckiego w czasach Królestwa Muskatu. Wyjątkowe znaczenie mają zabytki dawnych kaukaskich eparchii prawosławnych: alańskiej, zichijskiej, fanagorskiej, nikopolskiej, tamatachrskiej i abazgijskiej. Najlepiej zachowane zostały cerkwie alańskie: Szoaninska (X wiek), trzy cerkwie monasteru Zieleńczuckiego z X–XII wieku oraz cerkiew Sentinska (X wiek) ze śladami fresków z XI wieku. Kolejną grupę stanowią budowane od VIII wieku cerkwie wajnachskie na terenach dzisiejszych: Inguszetii, Czeczenii i Dagestanu. Do najlepiej zachowanych należą cerkwie w Inguszetii, szczególnie cerkiew Tchaba-Erdy (VIII–XII wiek). Nieco gorzej zachowane są świątynie: Albi-Erdy, cerkiew Targimska, Moldz-Erdy, cerkiew w Tumgi, Doszchakle i Amgali-Erdy. Cerkwie armeńskie pojawiły się Północnym Kaukazie we wczesnym średniowieczu (np. cerkiew św. Grzegorza Oświeciciela w Njugdi z VIII wieku), później na Krymie (np. cerkiew Surb-Iszan z 1358 roku) i następnie w niemal całej Rosji. Dawna, prawosławna sztuka Kaukazu, Krymu i Bałkanów miała wpływ na średniowieczną architekturę ruską oraz na powstanie stylu neobizantyjskiego w Rosji w XIX wieku.

#### Architektura staroruska
Do lat 80. X wieku była na Rusi rozwijana wyłącznie architektura drewniana lub z przeważającym udziałem drewna, np. niezachowane do naszych czasów świątynia Peruna w Kijowie i cerkiew Mądrości Bożej z trzynastoma kopułami w Nowogrodzie Wielkim (989). Oprócz budynków drewnianych z silnym wpływem budownictwa ludowego rozpoczęto w X wieku budowę pierwszych budowli kamiennych opartych na wzorach bizantyjskich, ale noszących oryginalne cechy lokalne. Cerkwie były budowane na planie krzyża greckiego i posiadały najczęściej jedną lub pięć kopuł. Większość świątyń była trój- lub pięcionawowa, czterofilarowa, rzadziej sześcio-, ośmio- lub dziesięciofilarowa. Pod wpływem wzorów bizantyjskich nastąpiło najpóźniej w XII wieku wprowadzenie kopuł cebulowych, które w następnych wiekach zyskały na popularności i stały się symbolem architektury rosyjskiej. Najstarsze cerkwie ruskie były budowane głównie z plinty, czyli cienkich i szerokich płytek glinianych, rzadziej kamienia.
Do najznaczniejszych budowli sakralnych wybudowanych przez greckich mistrzów należą: niezachowana do naszych czasów cerkiew Dziesięcinna w Kijowie (989–996), monaster św. Jerzego w Nowogrodzie Wielkim (1030), sobór Przemienienia Pańskiego w Czernihowie (1036), sobór Zaśnięcia Bogurodzicy Ławry Peczerskiej (1051). W latach 1017–1037 greccy mistrzowie wybudowali monumentalny sobór Mądrości Bożej w Kijowie, który swym rozmachem przewyższał wszystkie budowane w tym czasie świątynie bizantyjskie. Sobór stał się wzorem dla dwóch podobnych świątyń wybudowanych już przez ruskich budowniczych – soboru Mądrości Bożej w Połocku (1030–1060) i soboru Mądrości Bożej w Nowogrodzie Wielkim (1045–1052). Ten ostatni jako jedyny został w pełni zachowany (pięcionawowy, trójabsydowy, dziesięciofilarowy).
Pod koniec XII wieku pojawił się na całej Rusi nowy typ cerkwi z podwyższonymi i podpartymi łukami. Nowe rozwiązanie architektoniczne umożliwiło wprowadzenie ozdobnego, stopniowego zakończenia górnych partii świątyń i nadawało im bardziej wertykalny charakter. Do przykładów nowego typu cerkwi należą: dawny, monasterski sobór Przemienienia Pańskiego i św. Eufrozyny Połockiej w Połocku (1128–1156), cerkiew Swirska Michała Archanioła w Smoleńsku (1180–1197), cerkiew św. Paraskiewy Piątnicy w Nowogrodzie Wielkim (1207) i zrekonstruowana w XX wieku cerkiew św. Paraskiewy w Czernihowie (około 1200). Do tego typu cerkwi należał także sobór św. Bazylego w Owruczu, który jednak na skutek błędnych założeń przy rekonstrukcji z lat 1907–1909 został odbudowany w starszym stylu niż w rzeczywistości świątynia była.
W wiekach X-XIII nastąpiła ogólna rozbudowa miast. Pierwowzorami kremli rosyjskich pełniących często rolę grodów były twierdze Północnej Rusi, np. ljubszańska (VIII wiek), izborska (IX wiek), staroładożska (koniec IX wieku), staroriazańska (XI wiek), pskowska (koniec XI wieku), koriełska i koporiejska (XIII wiek). Za pierwszy typowy kreml rosyjski uważany jest kreml twerski z końca XIII wieku. W sumie na terenie księstw ruskich i Rosji wybudowano na przestrzeni wieków ponad 70 murowanych lub drewnianych kremli, z czego 12 kremli uległo zachowaniu w znacznym stopniu, a kolejnych 14 zachowało się w niewielkim stopniu.
W połowie XII wieku ukształtowało się kilka odrębnych szkół architektury, ikonograficznych i malarstwa freskowego, z czego na czołowej pozycji uplasowały się szkoły włodzimiersko-suzdalska i nowogrodzko-pskowska. Szkoły te zapoczątkowały wznoszenie budowli z muru ciosowego, harmonijnie wpisanych w krajobraz. Za materiały budowlane posłużyły: biały wapień nadwołżański, różne inne odmiany wapienia, piaskowiec, dolomit, trawertyn i alabaster. Ze względu na jasne odcienie materiałów budowlanych, szkoły te określano wspólnym mianem ruskiej architektury z białego kamienia. Oprócz wyżej wymienionych istniały także szkoły smoleńsko-połocka, kijowsko-czernihowska i inne, które jednak z czasem zanikły i nie miały bezpośredniego wpływu na dalszy rozwój architektury.

##### Szkoła nowogrodzko-pskowska
Wzorami wyjściowymi dla szkoły nowogrodzko-pskowskiej były sobór Mądrości Bożej (1045–1052) oraz Dwór i Targ Jarosławowy w Nowogrodzie Wielkim (X–XI wiek). W odróżnieniu od świątyń włodzimiersko-suzdalskich, cerkwie nowogrodzkie charakteryzują się mniej wyważonymi proporcjami, większą asymetrią lic, surowością, prostotą, stronieniem od przesadnie dekoracyjnych elewacji i większym bogactwem fresków na wewnętrznych ścianach budowli. Do najstarszych obiektów należą cerkwie: Zwiastowania w Arkażach (1179), Piotra i Pawła na Siniczej Górze (1185) i cerkiew Zbawiciela na Neredicy (1198). Ta ostatnia jest uważana za typowy przykład szkoły nowogrodzko-pskowskiej (typ sześcianowy, jednokopułowa, czterofilarowa, trójabsydowa, wnętrze bogato zdobione freskami Teofana Greka).
Po najazdach mongolskich w XIII wieku architektura nowogrodzka podupadła do rangi architektury prowincjonalnej, nie osiągając już nigdy dawnej świetności i rozmachu. Świątynie nowogrodzkie z XIV i XV wieków charakteryzują się znacznie mniejszymi rozmiarami, większą prostotą i oszczędnością, m.in. cerkiew Fiodora Stratylatesa na Ruczeju (1360) i cerkiew Przemienienia Pańskiego (1374).
Najważniejszym po Nowogrodzie ośrodkiem szkoły nowogrodzko-pskowskiej był Psków. Do zachowanych cerkwi pskowskich należą m.in. cerkiew św. Mikołaja z Usochy (1371), św. Bazylego na Górce (1413), Kosmy i Damiana z Przymościa (1463) i Zaśnięcia Matki Bożej znad Paromy (1521). Za najwybitniejszy przykład szkoły pskowskiej z XVI wieku uważa się pskowską cerkiew św. Sergiusza z Załużja (1582–1588), a do najznaczniejszych świeckich pskowskich zabytków należą Komnaty Poganikonowe (1671–1679), Komnaty Mienszykowskie, Podznojewskie, Trubińskie i inne. Budowle te, pełniące funkcję pałacu i twierdzy, miały ściany z układanego kamienia o grubości ponad dwóch metrów. Architektura nowogrodzka od XV wieku traci własny charakter, stając się „prowincjonalnym odgałęzieniem ogólnomoskiewskiego stylu”.

##### Szkoła włodzimiersko-suzdalska
Architektura staroruska została w okresie panowania Jerzego Dołgorukiego (1117–1157) wzbogacona o elementy architektury romańskiej. Było to możliwe dzięki sprowadzeniu przez kniazia zachodnich budowniczych na Ruś Włodzimiersko-Suzdalską. Świątynie z dokładnie ociosanych bloków kamiennych, głównie wapiennych, były wznoszone na planie krzyża greckiego, miały najczęściej cztery filary, narteksy i trzy wysokie apsydy zwieńczone kopułą. Do najstarszych tego rodzaju budowli należą: cerkiew Świętych Borysa i Gleba w Kidiekszy (1152) i sobór Przemienienia Pańskiego w Peresławiu Zaleskim (1152). Gwałtowny rozwój sztuki nastąpił pod rządami Andrzeja Bogolubskiego (1157–1174) i Wsiewołoda Wielkie Gniazdo (1176–1212). W wyniku przeniesienia siedziby metropolity ruskiego oraz wielkiego księcia do Włodzimierza, a następnie Moskwy, Ruś Włodzimiersko-Suzdalska stała się w XIII wieku głównym ośrodkiem sztuki ruskiej. We Włodzimierzu wybudowano m.in. pięciokopułowy sobór Zaśnięcia Matki Bożej (1158–1189), Złotą Bramę (1158–1164), sobór św. Dymitra (1194) i Monaster Kniahini Zaśnięcia Matki Bożej (1200). W pozostałych miejscowościach zbudowano: zamek Bogolubskich w Bogolubowie (1158–1165), cerkiew Opieki Matki Bożej na Nerli (1165), kreml suzdalski wraz z soborem Narodzenia Matki Bożej (1222–1225) i sobór św. Jerzego w Jurjewie-Polskim (1230–1234). Część zamku Bogolubskich i niektóre partie Złotej Bramy Włodzimierskiej uważane są za najstarsze zachowane przykłady świeckiej architektury staroruskiej w ogóle.

#### Szkoły wczesnomoskiewska i pozostałe
Podbój Rusi przez Mongołów (1237–1240) zahamował rozwój sztuki na około 50–60 lat. Na przełomie XIII i XIV wieku doszło do ponownego rozkwitu architektury murowanej na całej Wielkorusi, przy czym wiodącą rolę odgrywały: Moskwa, Suzdal i Twer. Pierwszą murowaną świątynią wybudowaną po 1240 roku był dawny, niezachowany sobór Przemienienia Pańskiego w Twerze (1285). Jedynym zachowanym zabytkiem architektury Wielkiego Księstwa Twerskiego jest cerkiew Narodzenia Bogurodzicy w Gorodni z około 1310–1318 roku. Szkoła włodzimiersko-suzdalska zapoczątkowana w XII wieku podlegała dalszemu rozwojowi w Księstwie Moskiewskim, gdzie pod koniec XIII wieku dochodzi do formowania się stylu wczesnomoskiewskiego. W Moskwie założono szereg nowych monasterów, m.in. monaster Daniłowski (ok. 1282–1303) – obecnie jednej z rezydencji patriarchów Moskwy i całej Rusi, monaster Objawienia Pańskiego (1296), monaster Czudowski (1358), monaster Simonowski (1370), monaster Wniebowstąpienia Pańskiego (1386). Poza Moskwą wybudowano: ławrę Troicko-Siergijewską (ok. 1337–1342), monaster Spaso-Jewfimiejewski (1352) i monaster Opieki Matki Bożej w Suzdalu (po 1364 roku), monaster Cyrylo-Biełozierski w Kiriłłowie (1397) i monaster Terapontowski (1398). Pierwotną, drewnianą zabudowę monasterów z czasem zastępowano obiektami murowanymi, np. cerkiew monasteru Objawienia Pańskiego w Moskwie z 1340 roku zastąpiła starszą świątynię drewnianą.
W XIV wieku dochodzi do wykształcenia się cech oryginalnych w architekturze moskiewskiej z białego kamienia, szczególnie zaostrzonych form zakomarów i kokoszników. Najstarszymi tego typu zachowanymi świątyniami są cerkiew św. Mikołaja Cudotwórcy we wsi Kamienskoje pod Moskwą z 1309 roku i cerkiew Poczęcia Jana Chrzciciela na Grodzisku pod Kołomną z około 1310 roku. Cerkiew św. Mikołaja Cudotwórcy w Kamienskoje jest rzadkim na Rusi przykładem typowej dla Bałkanów cerkwi z kątowymi filarami. W 1329 roku wzniesiono na kremlu w Moskwie niezachowaną cerkiew św. Jana Klimaka, będącą pierwszą murowaną cerkwią typu „pod dzwonem” na ziemiach ruskich. Do kolejnych oryginalnych budowli należą: dawny sobór Zaśnięcia Matki Bożej w Moskwie (1326), cerkiew Zmartwychwstania Pańskiego monasteru Spaso-Andronikowskiego (1390–1427), sobór Zaśnięcia Matki Bożej na Gródku w Zwienigorodzie (1399), sobór Narodzenia Bogurodzicy monasteru św. Sawy Storożewskiego (1405), sobór Świętej Trójcy Ławry Troicko-Siergijewskiej (1422). Włodzimiersko-suzdalski i wczesnomoskiewski typy budownictwa szybko rozprzestrzeniły się do pozostałych dzielnic ruskich, o czym świadczy chociażby wybudowany przez mistrzów rostowskich Monastyr Sołowiecki (1429) w Republice Nowogrodzkiej.

##### Tradycyjna architektura drewniana
Architektura drewniana stanowi najstarszy typ budownictwa na ziemiach rosyjskich, silnie rozwinięty szczególnie na rosyjskiej północy. Do pierwszych zachowanych drewnianych świątyń należą cerkwie zrębowe zbudowane z jednego lub kilku połączonych, prostokątnych pomieszczeń, pokrytych dwuspadowymi dachami, np. cerkiew św. Łazarza Muromskiego na Kiży (koniec XIV – początek XVI wieku), cerkiew Położenia Ryzy z Borodawy (1485) i cerkiew św. Jerzego Zwycięzcy w Radionowie (1493–1543). Kolejny typ budownictwa drewnianego stanowią budynki z rosyjskimi dachami hełmowymi, znane od co najmniej lat 20. XI wieku (np. cerkiew w Palinowie z 1600 roku i cerkiew w Warsudze z 1674 roku), budynki z dachami wielohełmowymi (np. sobór Zaśnięcia Przeświętej Bogurodzicy w Kiemie ukończony w roku 1717, cerkiew św. Trójcy w Nionoksie z 1727 roku), budynki „jarusnyje” z narastającymi na sobie stopniowo czworokątami lub ośmiokątami (np. cerkiew Tichwińskiej Ikony Matki Bożej w Torżoku z 1653 roku i cerkiew św. Eliasza Proroka w Cipinie z 1755 roku), budynki wielokopułowe (np. niezachowana cerkiew św. Eliasza w Czuchczermie z 1657 roku, cerkiew Przemienienia Pańskiego na Kiży z 1714 roku, cerkiew Ikony Matki Bożej „Hodigitria” w Kimży z 1763 roku) i inne.
Podstawowym elementem świeckiego budownictwa na obszarach leśnych jest kleć zrębowa, która w X wieku zaczęła zastępować starsze półziemianki. Rzadszymi, tradycyjnymi typami są: domostwa o konstrukcji szkieletowej, domy kamienne lub gliniane. Kleć razem z wbudowanym piecem tworzy najprostszy typ izby. Z czasem rozwinęło się kilka rodzajów izb, niektóre z nich liczą kilka pięter i wiele pomieszczeń. W okresie od VIII do XIII wieku wykształciło się kilka typów piecy na ziemiach wschodniosłowiańskich. Najstarszym typem izby jest tzw. „kurna izba” z paleniskiem lub piecem pozbawionym komina, od XIX wieku coraz rzadsza, zanikła ostatecznie na początku XX wieku. W XV wieku pojawiła się tzw. „biała izba” z kominem i oknami, która upowszechniła się w wieku XVIII wśród bogatszych mieszkańców wsi i miasteczek. Izby w południowej i zachodniej Rosji nazywane są chatami. Na terenie osadnictwa kozackiego budowane były kurenie. W architekturze bojarskiej i kniaziów rozwinęły się często bogate zdobione choromy (drewniane odpowiedniki murowanych komnat) z teremami (najwyższymi kondygnacjami z wysokimi dachami) i gułbiszczem (tarasami lub galeriami). Rosyjskie rezydencje wiejskie, bojarskie czy książęce są nazywane ogólnie „dworami”, a okazałe pałace „dworcami”. Rosyjski „dwor” oznacza również dziedziniec. Spośród architektury świeckiej należy wymienić drewniany pałac carski w Kołomienskoje (1667–1672) oraz zrębowy dom Piotra I z twierdzy nowodźwińskiej (1702, obecnie w muzeum w Kołomienskoje). Do utraconych budowli należy pałac carycy Natali Naryszkiny na kremlu moskiewskim (1674–1685).
Budownictwo tradycyjne miało od samego początku wpływ na architekturę kamienną w Rosji, a od końca XVII wieku bywało łączone z barokiem, klasycyzmem i innymi stylami. Do nowożytnych adaptacji tradycyjnego ruskiego budownictwa drewnianego należą m.in. cerkiew Kazańskiej Ikony Matki Bożej w Wyricy (1912–1914) i cerkiew św. Mikołaja pod Sołomienną Storożką (1916) z wpływami modernizmu.

#### Wpływy Zachodu (romanizm, gotyk, renesans)

##### Romanizm

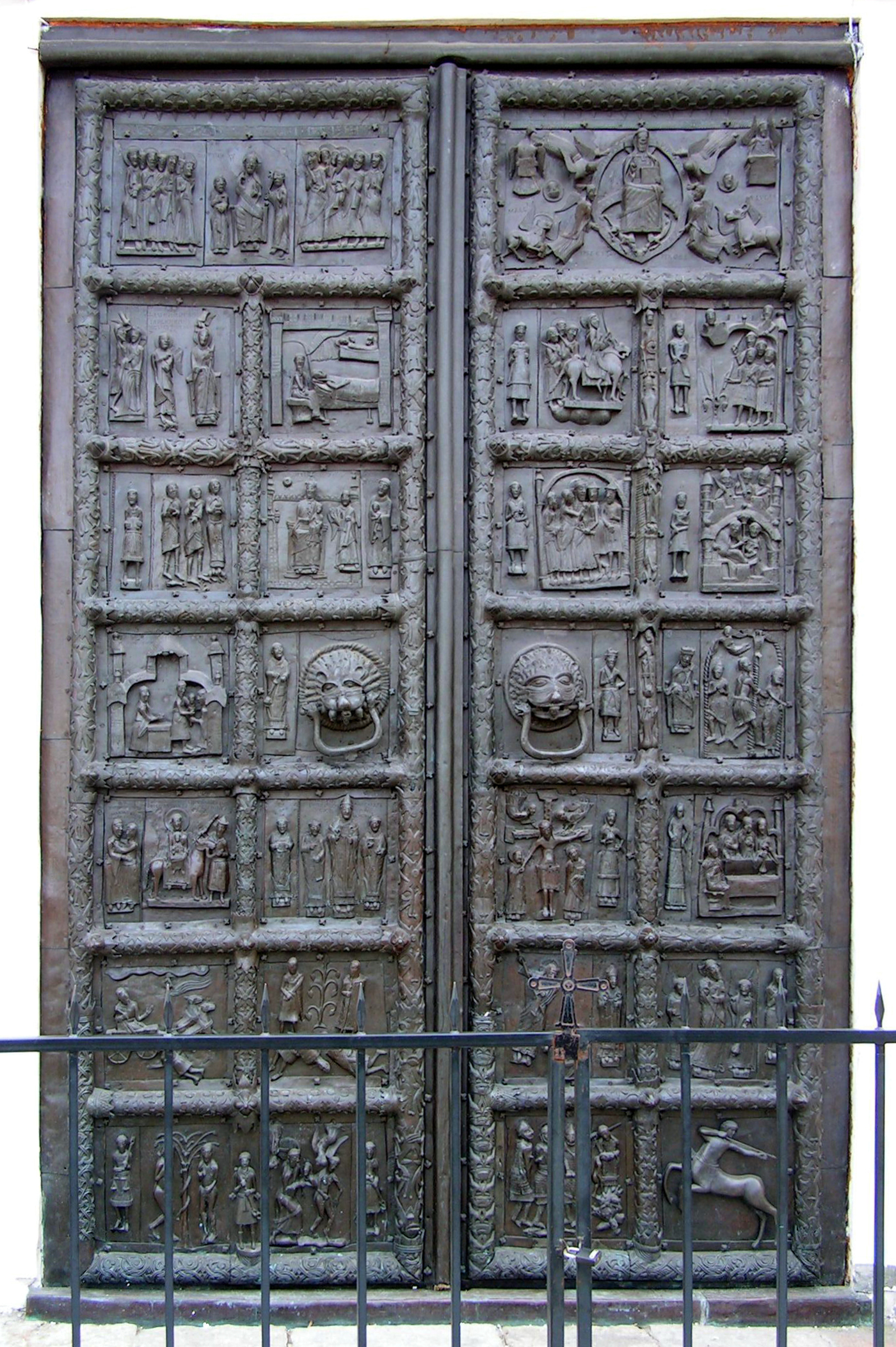
Drzwi korsuńskie (płockie) z autoportretem Awrama (1153)

Architektura staroruska w okresie od XI do XIII wieku była rozwijana przy współudziale sprowadzanych na Ruś budowniczych romańskich, szczególnie aktywnych w okresie panowania Jerzego Dołgorukiego (1117–1157) i Andrzeja Bogolubskiego (1157–1174). Charakterystyczne dla tego okresu są tzw. „łuki lombardzkie”, np. w cerkwi Świętych Borysa i Gleba w Kidekszy (1152). Cechy romańskie noszą niektóre dawne obiekty szwedzkie w Karelii, np. zamek w Wyborgu z XIII wieku. Unikatowym zabytkiem romańskim są brązowe drzwi korsuńskie w soborze Mądrości Bożej w Nowogrodzie Wielkim, znane w polskiej literaturze pod nazwą drzwi płockich. Drzwi zostały wykonane w 1153 roku przez niemieckich mistrzów z Magdeburga oraz ruskiego mistrza Awrama z Nowogrodu Wielkiego, który na drzwiach uwiecznił swój autoportret w ruskim stroju wraz z podpisem. Wizerunek Awrama uważany jest za pierwszy znany autoportret w sztuce rosyjskiej.

##### Gotyk

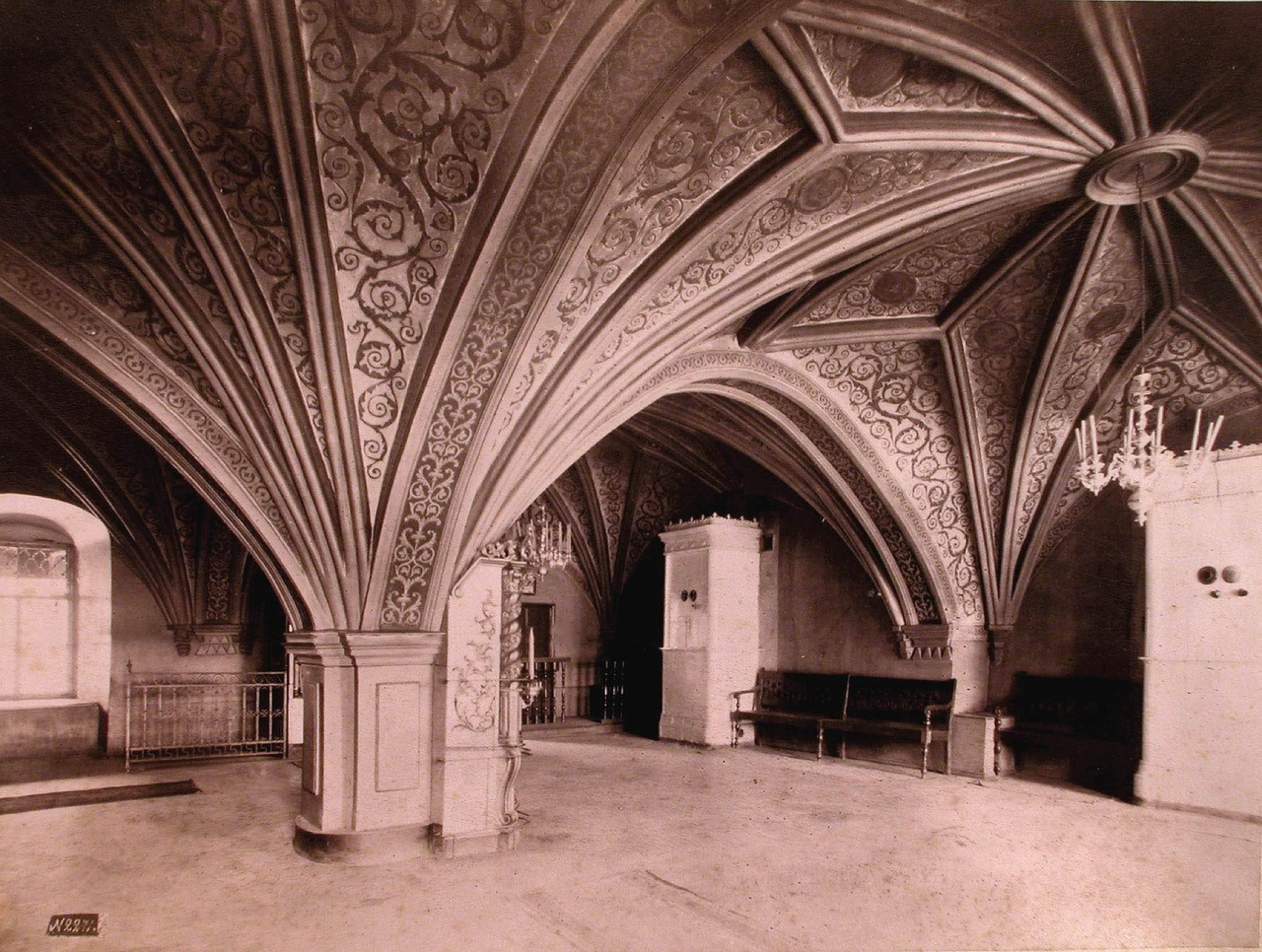
Władyczna Komnata w Nowogrodzie Wielkim (1433)

Od XIV wieku na Ruś Północną przenikały hanzetyckie wzory gotyckie, przede wszystkim budownictwo z czerwonej cegły ceramicznej. Gotycki styl na Rusi nie zdołał się jednak zadomowić i jedynym zachowanym zabytkiem stricte gotyckim jest Władyczna Komnata w Nowogrodzie Wielkim (1433). W Wielkim Księstwie Moskiewskim typowy dla gotyku mur ceglany zaczął wypierać mur ciosowy pod koniec XV wieku. Niektórzy badacze w celu określenia przede wszystkim architektury staroruskiej w wiekach XIII–XV posługują się nazwą „gotyku ruskiego”, która jednak nie zyskała szerszej aprobaty.
Osobny rozdział stanowią dawne, gotyckie obiekty krzyżackie w obwodzie królewieckim, np. katedra Matki Bożej i św. Wojciecha w Królewcu (1333). Sztuka gotycka była rozwijana również na obszarze państwa kawalerów mieczowych oraz zajętych przez nich ruskich księstw cargradzkiego i kukonoskiego (na terenach dzisiejszych Łotwy i Estonii). Obszary te w latach 1721–1917 należały do Cesarstwa Rosyjskiego a ich dawna, niemiecka architektura wpłynęła na niektóre formy stylu rosyjskiego, neogotyku i modernizmu północnego w Rosji. Do głównych zabytków w Rydze należy dom działającego w Rosji do 1893 roku bractwa Czarnogłowych (z XIV wieku). Innym przykładem gotyckiej architektury jest kościół św. Olafa w Tallinnie (XIII–XVI wiek), który w znacznej mierze spłonął w 1625 roku. Po odbudowie w latach 40. XIX wieku kościół św. Olafa stał się najwyższym budynkiem w carskiej Rosji, a car Mikołaj I osobiście ufundował dla niego wielki dzwon.

##### Renesans

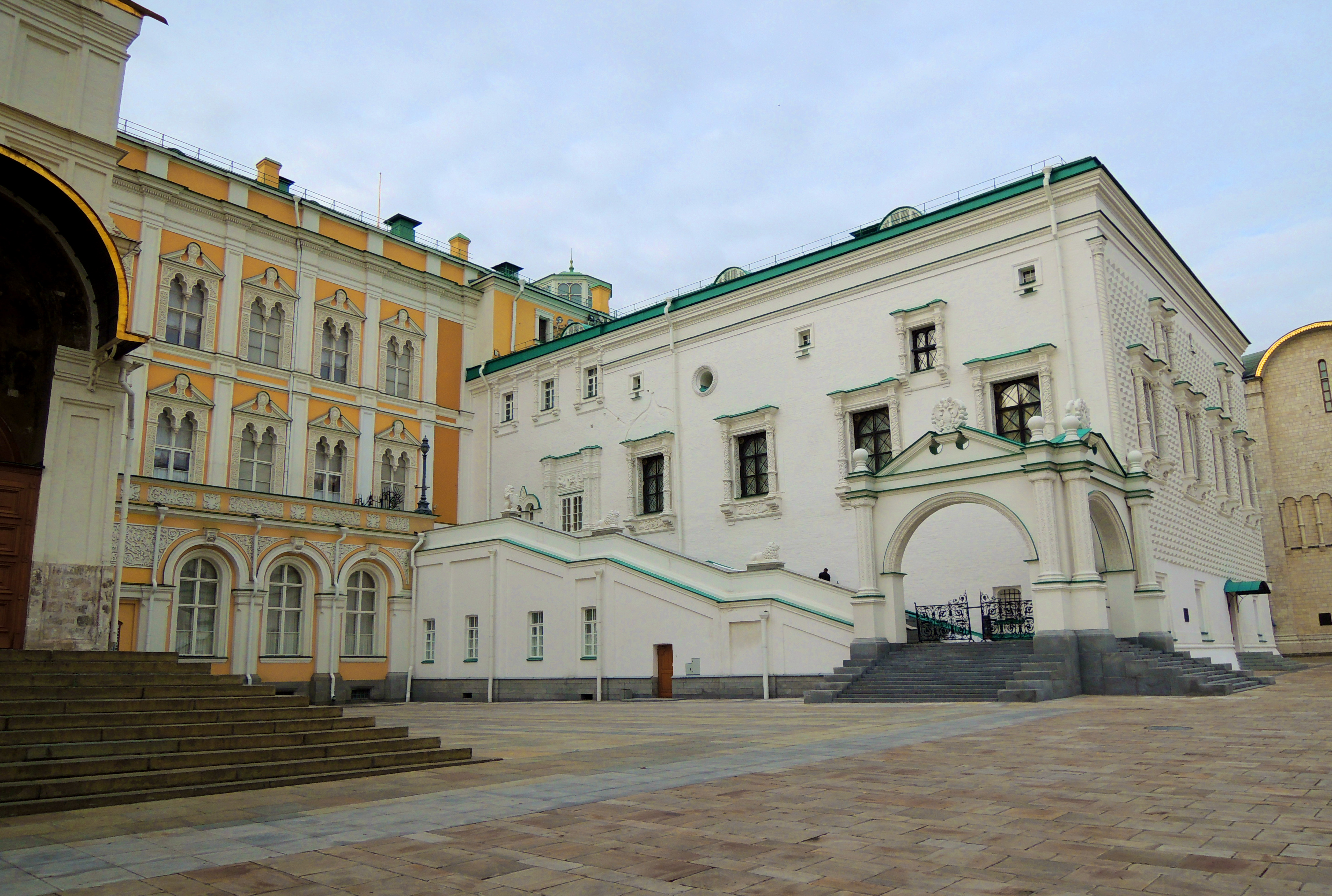
Pałac Fasetowy na kremlu moskiewskim, Pietro Antonio Solari (1487–1491)

Co najmniej od lat 70. XV wieku do wieku XVII na sztukę Rosji oddziaływały ideały renesansu włoskiego. Sytuacji takiej sprzyjało małżeństwo cara Iwana III Srogiego z Zofią Paleolog (1472), bratanicą ostatniego cesarza bizantyjskiego Konstantyna XI Dragazesa, która przyjeżdżając z Rzymu do Rosji sprowadziła ze sobą włoskich architektów. Nie licząc genueńskich faktorii czarnomorskich, pierwsi budowniczy włoscy pojawili się na terytorium Rosji w czasach panowania Andrzeja Bogolubskiego (1157–1174). W Rosji Włochów zwano potocznie „Friazinami”, a ich styl „friaskim”. Samo słowo „Friaz” oznaczało pierwotnie cudzoziemszczyznę zachodnią, „frankowską”. Do włoskich architektów działających w Rosji w okresie od XV do XVI wieku należeli: Aloisio da Milano, Aristotele Fioravanti, Pietro Antonio Solari, Marco Ruffo, Marco Bono, Pietro Francesco, Antonio Gislardi, Gian-Battista della Volpe, Aloisio Nowy i Pietrok Mały.
Artyści renesansowi zjawiają się i działają w dalekiej Moskwie znacznie wcześniej aniżeli w Polsce, Czechach i niektórych innych krajach, wysuniętych bardziej na zachód. Gdy jednak w Europie Środkowej starano się naśladować wzory zachodniego renesansu, to w Rosji sytuacja była zgoła odwrotna. Moskwa usiłowała pozyskać umiejętnych renesansowych architektów, którzy mieli rozwijać oryginalne rosyjskie tradycje, realizować rosyjskie plany i upodobania, wykazując tym samym w pełni świadomość rodzimych horyzontów twórczych i ich odrębności. Jak zauważa Vojeslav Molè: Kiedy sprowadzony z Włoch architekt boloński Aristotele Fioravanti w roku 1475 przystąpił w Moskwie do budowy nowego soboru, wskazano mu sobór Uspieński we Włodzimierzu Suzdalskim jako wzór, który należy naśladować. Nowa świątynia, ukończona w roku 1479, była też niewątpliwie podobna do cerkwi włodzimierskiej, ale rysy pokrewieństwa są tylko zewnętrzne. Nawiązując do tradycji architektury włodzimierskiej i do stylu Św. Sofii nowogrodzkiej przeinterpretował je Aristotel w duchu renesansowej logiczności, stwarzając w ten sposób nową koncepcję monumentalnej cerkwi ruskiej.

#### Przedbarokowa architektura islamska
Pojawienie się architektury islamskiej w Dagestanie związane jest z podbojami arabskimi w 643 roku. Z VIII wieku pochodzi najstarsza zachowana część derbenckiej twierdzy Naryń-Kała w Dagestanie. W Derbencie znajduje się również Dżuma – pierwotnie szyicki, najstarszy meczet na terenie Rosji z VIII wieku, w XV wieku przebudowany w arabskim stylu.
W okresie od 922 do 1236 roku była rozwijana islamska architektura bułgarska, której najznamienitszymi przykładami są zabytki Wielkiego Bułgara: Mały Minaret, Biała Komnata, Czarna Komnata, Wschodnie Mauzoleum, Północne Mauzoleum i Chańskie Mauzoleum oraz ruiny Czartowego Grodziska w okolicach Jełabugi, sięgające X wieku. Pozostałe dawne budowle bułgarskie nie zostały zachowane. W 2012 roku został w nawiązaniu do stylu dawnej architektury bułgarskiej wybudowany Biały Meczet i Wielki Minaret w Wielkim Bułgarze.
Do nielicznych poza Krymem przykładów przedbarokowej architektury tatarskiej należą: minaret przy meczecie Kasim-chana w Kasimowie (XV wiek), fragmenty murów kremla kazańskiego, mauzoleum chana Szach-Alego (1556) oraz przypuszczalnie wieża obserwacyjna Sjujumbike w Kazaniu, która według nowszych badań została jednak wzniesiona w okresie baroku moskiewskiego na przełomie XVII i XVIII wieku na miejscu starszej i niższej budowli. Co najmniej od XVI wieku architektura tatarska i innych ludów muzułmańskich w Rosji rozwijała się pod silnym wpływem sztuki ruskiej, np. mauzoleum sułtana Awgana w Kasimowie (1649–1658) zostało wybudowane przez mistrzów z Riazania w stylu ruskiego uzoroczia.
Sztuka tatarska na Krymie różni się od pozostałej sztuki tatarskiej wyraźnymi wpływami osmańskimi. Do głównych zabytków krymskotatarskich należą m.in. ruiny Meczetu Bejbarsa w Starym Krymie (1288), meczet chana Uzbeka w Starym Krymie (1314–1333), meczet Kebir Dżami w Symferopolu (1502), meczet Mufti Dżami w Teodozji (1623–1630) oraz pałac chanów krymskich w Bakczysaraju z XVI–XVIII wieku, będący następnie miejscem wypoczynku rodziny carskiej.

#### Styl rosyjski (XV–XVII wiek)
W wiekach XV–XVII doszło do wykształcenia się tzw. „stylu rosyjskiego” łączącego w sobie elementy dotychczasowej sztuki staroruskiej z wpływami włoskiego renesansu, gotyku i nowymi oryginalnymi formami. Kwestia genezy stylu rosyjskiego stanowi zarazem kwestię ciągłości dziejowej, względnie stosunku, jaki zachodzi między sztuką Moskwy a sztuką Rusi Włodzimiersko-Suzdalskiej, której tradycje Moskwa przejęła i wraz z nimi – pośrednio czy też bezpośrednio – sztukę „Południa” kijowskiego oraz dalszych ośrodków, w pierwszym rzędzie Nowogrodu Wielkiego i Pskowa. Kontynuacja historyczna pozwoliła na wykształcenie się cech postrzeganych jako rodzime w architekturze moskiewskiej, która stała się wzorem budownictwa dla całej Rusi. W architekturze kamiennej nastąpiło w tym czasie wprowadzenie: świątyń namiotowych, rosyjskiego dachu hełmowego i dachu sześcianowego, typowych do tej pory raczej dla tradycyjnej, rosyjskiej architektury drewnianej. Około 1513 roku została wzniesiona cerkiew Opieki Przeświętej Bogurodzicy w Aleksandrowie, będąca najstarszą rosyjską murowaną świątynią typu namiotowego. W latach 1514–1517 wzniesiono sobór Metropolity Piotra monasteru Wysoko-Pietrowskiego, będący pierwszym przykładem centralnej, wielopłatkowej świątyni rotundowej wybudowanej na planie szeregu nachodzących na siebie półkręgów. Świątynia ta wpłynęła na wiele późniejszych budowli, np. cerkwie w stylu baroku golicyńskiego.
Cechy renesansowe wykazują np. pięciokopułowy sobór Zaśnięcia Matki Bożej w Moskwie odbudowany w latach 1475–1479 według projektu Aristotela Fioravantiego, dzwonnica Iwana Wielkiego (1505) Marca Bono, przebudowa pięciokopułowego Soboru św. Michała Archanioła w Moskwie (1505–1508) Aloisia Nowego, sobór Wasyla Błogosławionego na Placu Czerwonym w Moskwie (1555–1560) architekta Postnika Jakowlewa, cerkiew Wniebowstąpienia w Kołomienskoje (1535). Wybudowany pod koniec XV wieku przez pskowskich mistrzów sobór Zwiastowania w Moskwie został w 1564 roku ozdobiony freskami starożytnych greckich uczonych: Arystotelesa, Homera, Plutarcha, Menandra, Anaksagorasa, Klaudiusza Ptolemeusza i Epafrodyta. Mały Sobór monasteru Dońskiego w Moskwie (1591) stanowi najstarszą cerkiew typu bezfilarowego w Rosji. Przykładem wyjątkowo monumentalnej architektury tego okresu była cerkiew św. Borysa i Gleba w Borysowie pod Możajskiem (1598–1603), która jednak nie została zachowana.
Nastąpił rozwój architektury świeckiej, szczególnie pałaców i kremli. Rozbudowano fortyfikacje kremla moskiewskiego (1485–1495) według projektów Pietra Solariego i Marca Ruffo oraz zbudowano szereg nowych kremli, m.in. Niżnym Nowogrodzie (1509), Tule (1514), Kołomnie (1525), Zarajsku (1531), Możajsku (1541), Sierpuchowie (1556) i Smoleńsku (1595). Pod kierownictwem Postnika Jakowlewa znacząco rozbudowano kreml kazański (większa część zabudowy z XVI wieku). Funkcje twierdzy pełniły również niektóre monastery, rzadko pogosty.

#### Późny styl rosyjski (XVII–XVIII wiek)
Po zakończeniu wielkiej smuty (1613) w ramach stylu rosyjskiego dochodzi do kształtowania się bardzo ozdobnego nurtu w architekturze, zwanego „uzorocziem”. Przypuszcza się, że wpływ na powstanie tego nurtu miał dotychczasowy rozwój stylu rosyjskiego zmierzający w kierunku coraz większej dekoracyjności oraz pojawienie się manieryzmu w Europie Zachodniej. Liczba nachodzących na siebie rzędów dekoracyjnych kokoszników wzrosła nawet do pięciu, np. w cerkwi św. Mikołaja Cudotwórcy w Posadzie pod Kołomną (1716–1719). Wczesny etap uzoroczia bywa określany mianem stylu Aleksieja Michajłowicza (1645–1676), a etap późniejszy stylem Fiodora Aleksiejewicza (1676–1682).
Do najważniejszych przykładów uzoroczia należą moskiewskie cerkwie: Opieki Matki Bożej w Rubcowie (1619–1627), Św. Trójcy w Nikitinkach (1634–1650), św. Mikołaja Cudotwórcy w Chamownikach (lata 50. XVII wieku) i Narodzenia Matki Bożej w Putinkach (1649–1652). Cerkwie stołeczne stały się wzorami dla świątyń w pozostałych miastach, np. cerkwi Ikony Matki Bożej „Hodegetria” w Wiaźmie (lata 30.–50. XVII wieku), cerkwi Wniebowstąpienia Pańskiego w Wielkim Ustiugu (1648), cerkwi Konstantyna i Heleny w Wołogdzie (1690). Z architektury świeckiej można wymienić Pałac Teremnyj w Moskwie (1635–1636, konstrukcja według projektu Aloisia da Milano z lat 1499–1508).
Pod koniec XVI i w XVII wieku w poszczególnych miastach rozwinęły się specyficzne odmiany stylu rosyjskiego (Jarosław, Rostów, Wołogda i inne). W latach 1660–1683 rozbudowano kreml rostowski i wybudowano cerkwie rostowskiego monasteru Świętych Borysa i Gleba. Do przykładów jarosławskiego wariantu stylu rosyjskiego należą: rozbudowa soboru Zaśnięcia Matki Bożej (lata 40. XVII wieku), cerkiew św. Eliasza (1647–1650) i cerkiew św. Jana Chrzciciela (1671–1687). Cerkwie jarosławskie były wznoszone albo na planach asymetrycznych, wzbogaconych o malowane przydziały, galerie i narteksy wokół głównego czworokąta, albo na planach symetrycznych z wysokimi bębnami i wielkimi kopułami cebulowymi, które z czasem zaczęły przewyższać samą bryłę budynku.
W I połowie XVIII wieku uzoroczie i styl rosyjski zlały się z barokiem, jednak tradycyjne formy architektoniczne były nadal, choć coraz rzadziej, stosowane na prowincji, np. dzwonnica cerkwi Wszechmiłującego Zbawiciela w Bałachnie (1702), cerkiew Antypasa z Pergamonu w Suzdalu z charakterystycznym dla architektury suzdalskiej wgiętym dachem namiotowym (1745) i cerkiew św. Barbary w Kitajgorodzie (1756). Tradycyjne formy architektoniczne były ponadto rozwijane w architekturze drewnianej. W XIX wieku styl rosyjski i uzoroczie stały się źródłami inspiracji dla rosyjskiej architektury eklektycznej i historystycznej, a w XX wieku dla modernizmu oraz szeroko pojętego retrospektywizmu.

### Architektura nowożytna

#### Barok
Od lat 80. XVII wieku do lat 60. XVIII wieku panował barok, który był zarazem pierwszym stylem zachodnioeuropejskim dominującym w sztuce rosyjskiej. Sztuka barokowa w Rosji była wolna od egzaltacji i mistycyzmu charakterystycznych dla krajów katolickich i wykazywała wiele specyficznych cech narodowych, wynikających z poczucia dumy z sukcesów państwa i narodu rosyjskiego. Pierwsze wpływy baroku na terenie dzisiejszej Rosji można dostrzec już w I. połowie XVII wieku, np. niezachowany drewniany kościół św. Trójcy w Siebieżu (1625) i kościół w Trubczesku (1640–1645) w stylu baroku polskiego. Za jedną z pierwszych w całości barokowych świątyń w Moskwie uważa się niezachowaną cerkiew carewicza Joazafa Indyjskiego (1684–1687), wybudowaną na planie „ośmiokąt na czworokącie”. Barok rosyjski charakteryzował się silnym zróżnicowaniem i można go podzielić na kilka nurtów i etapów: moskiewski (w tym nurty naryszkiński, stroganowski i golicyński), kozacki (ukraiński), piotrowski, jelizawetyński, syberyjski oraz rokoko. Lokalne formy barokowe były rozwijane ponadto w: Totmie, Wielkim Ustiugu, ziemi wiackiej i na Uralu. Mimo dominacji baroku, na prowincji nadal była rozwijana architektura ruska w stylu XVII wieku, opierająca się na dawnych wzorach moskiewskich i lokalnych.

##### Barok kozacki (ukraiński)
Uformowany w połowie XVII wieku barok ukraiński wynikał poniekąd z prób nawiązania do tradycyjnej, prawosławnej sztuki ruskiej, jednak w znacznej mierze ulegał wpływom architektury zachodniej. Barok kozacki był rozwijany w Rosji od zawarcia ugody perejasławskiej (1654), głównie na terenach osadnictwa kozackiego, przede wszystkim w Małorosji i sąsiednich krainach, na Syberii i okazjonalnie w wielkich miastach, np. Moskwie. W stylu baroku kozackiego nie powstało wprawdzie żadne dzieło o przełomowym znaczeniu artystycznym, wywarł on jednak istotny wpływ na barok moskiewski, gdzie powstało wiele budynków znacznie oryginalniejszych.
Między nową architekturą ukraińską z XVII wieku a budownictwem staroruskim brakowało ciągłości rozwojowej. Najstarsze zachowane drewniane cerkwie ukraińskie zostały wybudowane już w okresie baroku. Murowane, barokowe cerkwie kozackie można podzielić na dwie grupy. W pierwszej z nich typy o tradycyjnym założeniu rusko-bizantyńskim (pięciokopułowe lub tylko krzyżowo-kopułowe) otrzymały zewnętrzną powłokę barokową. Grupę drugą stanowią natomiast po prostu zachodnie, bazylikalne kościoły, dostosowane do potrzeb kultu wschodniego. Do najważniejszych przykładów pierwszego typu należy sobór św. Mikołaja w Nieżynie (1654–1658). W stylu baroku kozackiego powstały na terenie dzisiejszej Rosji m.in. sobór Narodzenia Jezusa Chrystusa w Starodubie (1677), cerkiew Kazańskiej Ikony Matki Bożej w Moskwie (1698) i sobór Trójcy Świętej w Tiumeniu (ok. 1710).

##### Barok moskiewski
W latach 1682–1713 pojawił się moskiewski styl naryszkiński, stanowiący etap przejściowy od architektury rosyjskiej XVII wieku do dojrzałego baroku. Nazwa stylu pochodzi od kniaziów Naryszkinów. W okresie tym specyficzne, dekoracyjne elementy barokowe zaczęły przeważać nad elementami staroruskimi, jednak nie zastąpiły ich całkowicie. W konstrukcji budynków wiele elementów typowo rosyjskich również uległo zachowaniu. Barok moskiewski pozostawał pod wpływem baroku ukraińskiego, w mniejszym stopniu baroku polskiego, sarmackiego i wileńskiego. Do kluczowych budowli naryszkińskich należą: zabudowa monasteru Nowodziewiczego z lat 1682–1688, sobór Borysa i Gleba w Riazaniu (1686, arch. Jakow Buchwostow) i cerkiew Zmartwychwstania Pańskiego w Moskwie (1687, arch. Siergiej Turczaninow). Do najznaczniejszych przykładów architektury świeckiej należy niezachowana wieża Sucharewa w Moskwie (1692–1695), w której mieściło się m.in. drugie najstarsze (po archangielskim) obserwatorium astronomiczne w Rosji, gmach Akademii Słowiano-Greko-Łacińskiej w Moskwie (1687) i gmach Prikazu Ziemskiego na Placu Czerwonym w Moskwie (około 1700).
Barok stroganowski (1688–1712) stanowił konserwatywny nurt w ramach moskiewskiego baroku, typowy dla rosyjskiej prowincji. Nazwa stylu pochodzi od fundatorów, kupców Stroganowowych. Głównymi przykładami stylu stroganowskiego są cztery świątynie prawosławne w Niżnym Nowogrodzie i na Rosyjskiej Północy, m.in. monaster Wprowadzenia Matki Bożej do Świątyni w Solwyczegodzku z soborem tego samego wezwania (ok. 1680–1697). Wpływ stylu stroganowskiego jest widoczny również w szeregu kolejnych budowli w Moskwie i na prowincji.
Barok golicyński (1690–1714) stanowił najbardziej radykalny nurt w ramach baroku moskiewskiego, całkowicie odrzucający wszelkie elementy tradycyjnej architektury rosyjskiej. Do najznaczniejszych przykładów stylu golicyńskiego należą budynki zaprojektowane na zamówienie kniaziów Golicynów (od których pochodzi nazwa stylu): cerkiew Ikony Matki Bożej „Znak” w Dubrowicach (1690–1697), cerkiew Narodzenia Bogurodzicy w Podmokłowie (1714–1722) i pałac Golicynów w Ochotnom Rjadzie (lata 80. XVII wieku).

##### Barok syberyjski i inne lokalne formy
Lokalne formy barokowe były rozwijane na Syberii, w Totmie, Wielkim Ustiugu, ziemi wiackiej i na Uralu (tzw. „cerkwie pochodjaszynskie”). Barok syberyjski charakteryzował się szczególnie bogatą dekoracyjnością, rozwinięciem tradycji uzoroczia, baroku moskiewskiego i kozackiego, wpływami sztuki azjatyckiej, szczególnie buddyjskiej i chińskiej. Do najstarszych przykładów baroku syberyjskiego należą cerkiew Zbawiciela w Irkucku (1706–1710) i cerkiew Zbawiciela w Tobolsku (1709–1713). Za wzorcowy przykład baroku syberyjskiego uważana jest Cerkiew Podwyższenia Krzyża Pańskiego w Irkucku (1747–1758). Głównymi przykładami lokalnego stylu barokowego z Totmy są cerkiew Narodzenia Jezusa Chrystusa (1746–1793) i cerkiew Wjazdu Pańskiego do Jerozolimy (1794). Oprócz wyżej wymienionych można jeszcze wydzielić inne grupy budynków: świątynie Prozorowskich, np. cerkiew Borysa i Gleba w Ziuzinie (1688–1704), cerkwie basztowe Jakowa Buchwostowa i pokrewne budynki, np. mury i brama wjazdowa z cerkwią nadbramną Wjazdu Chrystusa do Jerozolimy w Nowym Jeruzalem (1690–1697). Architektura barokowa promieniowała również na budownictwo mniejszości religijnych. Najstarsze zachowane meczety tatarskie z XVIII wieku wykazują cechy rosyjskiego baroku (np. kazańskie meczety Junusowski z lat 1766–1770 i Apanajewski z lat 1768–1771).

##### Barok piotrowski
Barok piotrowski (od 1697 roku do lat 30. XVIII wieku) powstał pod wpływem indywidualnych stylów architektów zachodnioeuropejskich, sprowadzonych przez cara Piotra I Wielkiego w celu budowy nowej stolicy kraju – Petersburga. Do głównych artystów zagranicznych należeli: Domenico Trezzini, Jean-Baptiste Le Blond, Andreas Schlüter, Giovanni Maria Fontana, Nicola Michetti i Gieorg Johann Mattarnovi. Vojeslav Molè zauważa, że wśród przybyszów z obcych krajów było wprawdzie dużo takich, których twórczość nie nasiąkła treścią rosyjską, skutkiem czego pozostała dla rozwoju sztuki rosyjskiej bez znaczenia; ale więksi, o wiele ważniejsi pośród nich są ci, których twórczość zrosła się tak całkowicie z rzeczywistością Rosji, że sama stała się po prostu rosyjską. Spośród rodzimych przedstawicieli baroku piotrowskiego wyróżnia się Michaił Zemcow. Styl piotrowski odznacza się wpływami francuskiego klasycyzmu i gotyku. Do głównych przykładów należą: Kunstkamera w Petersburgu (1718–1734), Sobór Pietropawłowski w Petersburgu, pałac Mienszykowa w Petersburgu (1710–1720) i pałac Mienszykowa w Oranienbaumie (1710–1720).

##### Barok jelizawetyński
Barok jelizawetyński (od lat 30. do lat 60. XVIII wieku) stanowił połączenie baroku moskiewskiego i piotrowskiego z północnowłoskimi wzorami architektury. Do głównych przedstawicieli tego stylu należeli: Bartolomeo Rastrelli, Pietro Antonio Trezzini, Gottfried Johann Schädel, Dimitrij Uchtomski, Iwan Miczurin, Fiodor Argunow, Sawwa Czewakinski i Andriej Krasow. Styl ten objął swym zasięgiem zarówno Petersburg i Moskwę, jak i wiele miast prowincjonalnych (np. Charków, Jarosław, Kijów). Za przykłady mogą posłużyć: Pałac Zimowy w Petersburgu, Wielki Pałac Jekateryński w Carskim Siole, Wielki Pałac w Peterhofie, Cerkiew św. Klemensa w Moskwie (barokowa przebudowa w latach 1730 i 1756).

#### Rokoko
W połowie XVIII wieku doszło do nasilenia się w Rosji trendu rokoka w sztuce, głównie pod wpływem takich artystów jak Bartolomeo Rastrelli, Antonio Rinaldi i Étienne Maurice Falconet. Do jedynych w całości rokokowych budynków na terenie dzisiejszej Rosji należą Pałac Piotra I (1758–1762) i Pałac Chiński (1762–1768) w Oranienbaumie zaprojektowane przez Rinaldiego. Pojawiły się również rokokowe dekoracje pałacowych lic i wnętrz B. Rastrelliego oraz sztukaterie Sawwy Czewakinskiego. Z tego okresu pochodzą m.in. rokokowe wnętrza Wielkiego Pałacu w Gatczynie.

#### Klasycyzm
Od 1762 roku do lat 30. XIX wieku dominował klasycyzm, który w 1824 roku stał się pierwszym stylem oficjalnym w historii Rosji. W ramach klasycyzmu były rozwijane m.in. palladianizm (lata 1780–1820 oraz przełom XIX i XX wieku), empire (lata 20.–40. XIX wieku) oraz styl neogrecki (lata 60.–90. XIX wieku). Od początku XIX wieku do Rosji przenikał także z Zachodu neoklasycyzm, szczególnie niemiecki. Ze względu na specyfikę rozwoju sztuki w Rosji, rozdzielenie klasycyzmu od neoklasycyzmu nastręcza trudności i bywa różnie tłumaczone. Mimo znacznej popularności klasycyzm nie zastąpił całkowicie architektury barokowej, która była nadal rozwijana na prowincji do początku XIX wieku (Syberia, Ukraina, Ural). Równolegle były rozwijane również inne style, np. historyzm i eklektyzm. Okres dominacji klasycyzmu wiązał się z dalszym gwałtownym rozwojem sztuki zapoczątkowanym w okresie baroku. W 1820 roku utworzono Cesarskie Towarzystwo Zachęty Sztuk Pięknych w Petersburgu, w 1825 roku rozpoczęła w Moskwie działalność „Stroganowka”, a w latach 1832–1843 powstała Szkoła Malarstwa i Rzeźby Moskiewskiego Towarzystwa Artystycznego.
Pierwsze, odosobnione przykłady klasycyzmu pojawiły się w Rosji już pod koniec XVII wieku, np. Kacza Wieża ławry Troicko-Siergijewskiej, wykonana według projektu holenderskiego architekta Pietera Posta. W połowie XVIII wieku pojawiła się architektura przejściowa, łącząca w sobie zarówno elementy barokowe, jak i klasycystyczne, np. katolicki kościół św. Katarzyny w Sankt Petersburgu (1738–1783), sobór św. Katarzyny w Jamburgu (1764–1782) oraz Akademia Sztuk Pięknych w Petersburgu z wyraźnie już dominującymi cechami klasycystycznymi (1764–1788). Do głównych architektów wczesnego klasycyzmu należą m.in. Antonio Rinaldi, Aleksandr Kokorinow, Jean-Baptiste Vallin de la Mothe, Georg Friedrich Veldten i Karł Blank. Do głównych przedstawicieli dojrzałego klasycyzmu rosyjskiego należą: Wasilij Bażenow, Iwan Starow i Matwiej Kazakow. Do najważniejszych zabytków stylu klasycyzmu należą liczne budynki na terenie Petersburga, np. Ławra Aleksandra Newskiego (1776–1790, arch. Iwan Starow).
W klasycyzmie w Rosji, podobnie jak w Polsce, doszło do wykształcenia się nowego typu dworu szlacheckiego. Dwie pary kolumn zastąpiły wejściowy ganek (ros. krylco) z portykiem z tympanonem, które stały się odtąd wyróżnikiem architektury dworu na tle innych budynków wiejskich. Nowa architektura dworów była zdecydowanie różna od wcześniejszych dworów w tradycyjnym stylu rosyjskim oraz większości dworów barokowych w Rosji.

##### Palladianizm i styl Adamów
Palladianizm pojawił się w Rosji głównie pod wpływem twórczości Charlesa Camerona i wyróżniał się na tle pozostałych nurtów klasycyzmu intymnością, elegancką prostotą, wyrafinowaną dekoracją i organicznym związkiem budynku z otaczającym go środowiskiem. Cameron by również pionierem stylu Adamów w Rosji, m.in. autorem wnętrz Wielkiego Pałacu Jekateryńskiego w Carskim Siole. Przykładami palladianizmu są m.in. Galeria i Chołodnaja Bania z Agatowskimi komnatami w Carskim Siole (lata 80. XVIII wieku, arch. Charles Cameron), Pałac Cesarski w Pawłowsku (1782–1786, arch. Ch. Cameron), Instytut Smolny w Petersburgu (1806, arch. Giacomo Quarenghi), Teatr Ermitażnyj w Petersburgu (1783–1787, arch. G. Quarenghi), Pałac Aleksandrowski w Carskim Siole (1792–1796, arch. G. Quarenghi). Palladianizm oferował swoją wersję architektury parkowej, tzw. angielskie parki, podkreślające znaczenie naturalnego krajobrazu i wyrażające oświeceniową ideę jedności człowieka i natury, np. park carskiej rezydencji w Pawłowsku (1772–1828, arch. Ch. Cameron, W. Brenna, P. Gonzagi). Znaczną rolę w popularyzacji palladianizmu w Rosji odegrał architekt Nikołaj Lwow. Na przełomie XIX i XX wieku kontynuatorem tradycji rosyjskiego palladianizmu był Iwan Żołtowski.

##### Empire
W okresie panowania cara Aleksandra I, dominacji francuskiej w Europie i wojen napoleońskich, doszło w Rosji do rozkwitu stylu empire. Nowy kierunek miał demonstrować potęgę i niezależność Cesarstwa Rosyjskiego. Empire często przejawiał się w monumentalnych kompleksach architektonicznych, takich jak plan i zabudowa ulicy Teatralnej w Petersburgu architekta Carla Rossiego, wschodni cypel Wyspy Wasilewskiej wraz z nową giełdą petersburską architekta Jean-François Thomasa de Thomona, oraz budynkach publicznych, np. Admiralicji w Petersburgu (1806–1823, arch. Andriej Zacharow) i Instytutu Górniczego (1806–1811, arch. Andriej Woronichin).

##### Styl neogrecki i zmierzch klasycyzmu
W przeciwieństwie do empire, styl neogrecki niemal nie występuje w architekturze Petersburga, a do nielicznych przykładów na terenie dawnej stolicy należy Nowy Ermitaż (1839–1852). Od lat 60. XIX wieku do początków XX wieku styl neogrecki w Rosji był rozwijany głównie w Moskwie i okolicach. Charakterystyczne dla stylu neogreckiego w Rosji są drewniane domy i dworki o często asymetrycznych planach. Ostatnią okazałą budową wybudowaną w stylu neogreckim jest gmach Muzeum Sztuk Pięknych im. Puszkina w Moskwie (1898–1912). Kolejne budynki klasycystyczne były wznoszone już w duchu retrospektywizmu (neoklasycyzmu rosyjskiego I. połowy XX wieku).
Styl klasycystyczny w Rosji pozostawał od lat 30. XIX wieku w cieniu romantyzmu, historyzmu i eklektyzmu, jednak był nadal stosowany do początku XX wieku, szczególnie w neogreckim i palladiańskim wariantach. Po 1900 roku pojawił się retrospektywizm, czyli neoklasycyzm rosyjski odwołujący się do specjalnie podkreślanych form klasycystycznych minionych epok. Neoklasycyzm wpłynął następnie na formowanie się stylu socrealistycznego w architekturze radzieckiej. Do rzadkich przykładów Beaux-arts w Rosji należy wbudowany w latach 2008–2010 Pałac Rolników w Kazaniu.

#### Romantyzm, historyzm i eklektyzm
Od lat 20. XVIII wieku barok i później klasycyzm ewoluowały w kierunku architektury sentymentalnej, romantycznej, eklektycznej i historystycznej w Rosji. Jako pierwsze pojawiły się style egiptyzujący, neogotycki i chinoiserie. Następnie były rozwijane style: bizantyjsko-rosyjski (neorosyjski), neobizantyjski, neomauretański, neorenesansowy, neobarokowy, których elementy były często ze sobą swobodnie łączone. Niektóre style, np. neoromański pojawiały się okazjonalnie, w odosobnionych przykładach. Do rzadkich przykładów eklektycznego stylu indosaraceńskiego należy świątynia hinduistyczna w Lachcie w Petersburgu. W XIX wieku pojawił się również eklektyzm i tendencje neoromantyczne w architekturze. Style klasycystyczny, neorosyjski i neobizantyjski jako jedyne zyskały status stylu oficjalnego Rosji na przestrzeni lat 1824–1917.

##### Chinoiserie i architektura buddyjska
W II. połowie XVIII wieku pojawił się chinoiserie (kitajszczina) – eklektyczny styl w sztuce, wzornictwie i architekturze rosyjskiej nawiązujący do kultury chińskiej. Do najbardziej znaczących przykładów tego stylu w Rosji i całej Europie należy Chińska Wioska z Teatrem Chińskim i innymi obiektami w Carskim Siole, wybudowana na zamówienie Katarzyny II. Kolejnym przykładem jest rokokowy Pałac Chiński w Oranienbaumie (1762–1768). Elementem tego nurtu były tzw. chińskie pokoje w barokowych i rokokowych pałacach arystokracji rosyjskiej, np. Sala Chińska, Niebieski Pokój i pokój Aleksandra I w Wielkim Pałacu Jekateryńskim w Carskim Siole. Kolejne przykłady chinoiserie pojawiły się wraz ze wzrostem wymiany handlowej rosyjsko-chińskiej w XIX wieku, np. Jarmark Chiński w Niżnym Nowogrodzie, na którym były sprzedawane głównie towary chińskie.
Obok chinoiserie była rozwijana również autentyczna sztuka buddyjska. Ciekawym zabytkiem są pozostałości grodu Bor-Bażin na jeziorze Tierie-Chol z VIII–IX wieku, początkowo przypuszczalnie ujgurskiej twierdzy, następnie być może świątyni buddyjskiej. Na przestrzeni IX–XIII wieku buddyzm przyjęły plemiona Tuwińców, Buriatów i Kałmuków, które następnie stworzyły podwaliny pod rosyjską sztukę buddyjską (np. dacany Tamczinski i Agiński z XIX wieku). W XIX i na początku XX wieku doszło do rozwoju stylu tybetańskiego w architekturze carskiej Rosji, głównie na potrzeby buddyjskiej diaspory. W latach 1909–1915 wybudowano świątynię buddyjską w Petersburgu. W prace nad jej projektem byli zaangażowani najprzedniejsi ówcześni orientaliści i architekci rosyjscy. Do głównych współczesnych przykładów sztuki buddyjskiej należą Dacan Iwołgiński (1945–2008) i Złota Świątynia w Eliście (XXI wiek). Dacan Iwołgiński stanowi obecnie największy ośrodek buddyzmu w azjatyckiej części Rosji.

##### Eklektyzm
Tendencje eklektyczne występowały w sztuce rosyjskiej od zawsze, jednak dopiero w XIX wieku eklektyzm zaczął stanowić odrębny, świadomy kierunek w architekturze. Wczesny eklektyzm w Rosji pojawił się w latach 30.–60. XIX wieku i dotyczył początkowo architektury głównie świeckiej, później także sakralnej. Wzorcowymi budynkami eklektycznymi są: Pałac Biełosielskich-Biełozierskich w Petersburgu z wyraźnie dominującym neobarokiem (1846–1848), katolicki kościół św. Piotra i Pawła w Moskwie (1839–1845) i sobór Chrystusa Zbawiciela w Moskwie (1839–1880) w stylu neorosyjskim. Czołowymi przedstawicielami eklektyzmu są: Andriej Stackenschneider, Michaił Wykowski, Aleksandr Kaminski, Roman Klein i Konstantin Thon, który stworzył eklektyczny styl neorosyjski, łączący w sobie elementy głównie staroruskie i klasycystyczne. Większość rosyjskich budowli neobarokowych lub neorenesansowych nosi cechy innych stylów, jednak były one początkowo wykorzystywane w poszczególnych projektach z osobna, nie współtworząc nowych form.
Dojrzały eklektyzm w Rosji przypada na lata 70.–90. XIX wieku. Styl ten charakteryzował się bogactwem dekoracji, podkreślającej reprezentatywne formy. Do tej pory używane z osobna różne style historystyczne zaczęły być łączone razem, tworząc nowe formy architektoniczne, głównie na licach budynków. Pojawiły się także bardziej oryginalne projekty, np. Wierchnije Torgowyje Riady (1890–1893), stanowiące splot stylu neorosyjskiego, neorenesansu i inżynierii strukturalnej Władimira Szuchowa. Do przykładów eklektyki sakralnej należy dzwonnica przy cerkwi Mądrości Bożej w Moskwie (1890). Eklektyzm pojawił się w Rosji również w architekturze wnętrz, meblarstwie i innych rzemiosłach artystycznych, czerpiąc pod koniec XIX wieku liczne wzory z modernizmu i jednocześnie samemu na niego oddziałując.

##### Styl bizantyjsko-rosyjski (neorosyjski)
Początki poszukiwań rosyjskiego stylu narodowego sięgają okresu romantyzmu. W 1824 roku został wydany pierwszy w historii Rosji album 31 urzędowo zatwierdzonych projektów sakralnych w duchu klasycyzmu. W 1826 roku Świątobliwy Synod pod naciskiem opinii publicznej zwrócił się do cara Mikołaja I z prośbą uzupełnienia albumu o nowe projekty, odwołujące się do dawnej architektury prawosławnej. Najstarszymi przykładami poszukiwań nowego stylu są cerkiew św. Aleksandra Newskiego w Poczdamie (1826–1829) i niezachowana druga cerkiew Dziesięcinna w Kijowie (1828–1842), zaprojektowane przez Wasilija Stasowa i noszące cechy m.in. dawnej architektury rosyjskiej oraz niemieckiego neoklasycyzmu.
Konstantin Thon stał się twórcą i pierwszym teoretykiem stylu neorosyjskiego, zwanego niekiedy „pseudorosyjskim”. Styl ten opracowany na prośbę Mikołaja I nawiązywał do staroruskich wzorów architektury z zachowaniem nowoczesnych elementów, głównie klasycystycznych. Zapoczątkowany przez Thona monumentalny i eklektyczny styl wpisał się w poszukiwania rosyjskiego stylu narodowego i cieszył się szeroką aprobatą do lat 70. XIX wieku. Do najważniejszych sakralnych projektów Thona należą: cerkiew św. Katarzyny w Jelizawethofie (1830–1837), sobór Wprowadzenia Matki Bożej do Świątyni w Petersburgu (1834–1842) i sobór Chrystusa Zbawiciela w Moskwie (1839–1880), stanowiący do dziś największą świątynię prawosławną na świecie. Projekty Thona zostały uznane w ukazie z 1841 roku za „zalecane” przy budowie prawosławnych cerkwi. Od lat 40. XIX wieku dochodziło do nasilania się krytyki eklektycznego, surowego i chłodnego stylu Thona oraz mniejszych lub większych odstępstw od jego projektów. Do wczesnych przykładów modyfikacji projektu Thona należy sobór Wniebowstąpienia Pańskiego w Jelcu (1845–1889). Mimo krytyki architektura Thona stanowiła ważny impuls w rozwoju sztuki rosyjskiej, który zwrócił uwagę budowniczych na tradycyjną architekturę prawosławną i wpłynął na formowanie się „czystego” stylu neorosyjskiego pod koniec lat 60. XIX wieku. Liczniejsze odwołania do stylu Thona pojawiły się ponownie w latach 1898–1917 oraz po 1991 roku.
Pomimo promocji sztuki bizantyjskiej rozpoczętej przez Mikołaja I w 1826 roku i ukazu z 1841 roku, w którym położono nacisk na stosowanie „w miarę możliwości” starożytnych wzorów bizantyjskich, styl Thona lat 30. i 40. XIX wieku nie wykazywał żadnych cech bizantyjskich świątyń. Styl neobizantyjski wykształcił się w Rosji dopiero w latach 50. XIX wieku i od tego czasu bywał niekiedy łączony ze stylem neorosyjskim, np. w soborze metropolitalnym Świętej Równej Apostołom Marii Magdaleny w Warszawie (1867–1869, arch. Nikołaj Syczew) i soborze Aleksandra Newskiego w Niżnym Nowogrodzie (1868–1881).
W latach 40. XIX wieku Thon rozpoczął projektowanie nowych świątyń z rosyjskimi dachami hełmowymi, m.in. cerkiew Zwiastowania w Petersburgu (1844–1849) i sobór Narodzenia Bogurodzicy w Krasnojarsku (1845–1861). Aleksiej Gornostajew, zainspirowany dawną architekturą Rosyjskiej Północy, wzbogacił styl neorosyjski o kolejne tradycyjne elementy, odrzucając większość wzorów klasycyzujących Thona. Zaprojektował m.in. skit św. Mikołaja monasteru Wałaamskiego (1851), sobór Zaśnięcia Bogurodzicy Ławry Świętogórskiej (1859–1868) i sobór Zaśnięcia Matki Bożej w Helsinkach (1862–1868).
Od końca lat 60. XIX wieku styl neorosyjski zaczął ulegać zróżnicowaniu na szereg wariantów nawołujących do odrzucenia sztuki Zachodu, czerpania wzorów z budownictwa ludowego, architektury rosyjskiej XVII wieku, ewentualnie dawnej architektury rosyjskiej z zachowaniem niektórych wpływów bizantyjskich, renesansu, baroku, klasycyzmu lub modernizmu. Do najważniejszych zabytków należą: sobór Aleksandra Newskiego w Niżnym Nowogrodzie (1867–1880), sobór Zmartwychwstania Pańskiego w Petersburgu (1883–1907), sobór Świętych Piotra i Pawła w Peterhofie (1895–1905).
W 1898 roku w architekturze sakralnej nastąpił ponowny zwrot ku klasycyzującej architekturze i zmodyfikowanego stylu Thona. Zostają wzniesione m.in. sobór Iwerskiej Ikony Matki Bożej Monasteru Pierierwińskiego (1904–1908), cerkiew-dzwonnica Zmartwychwstania Pańskiego na Cmentarzu Rogożskim (1907–1913), staroobrzędowa cerkiew św. Mikołaja Cudotwórcy w Moskwie (1914–1921).
W latach 1900–1917 w stylu neorosyjskim obserwowany jest retrospektywizm. Pojawiły się „czyste”, specjalnie podkreślane formy architektury staroruskiej łączone niekiedy z elementami modernizmu. Głównymi wzorami stały się dawna architektura pskowska i nowogrodzka z „białego kamienia”. Do zachowanych cerkwi należą sobór Zmartwychwstania Pańskiego w Twerze (1912–1913) i świątynia św. Piotra Metropolity Moskiewskiego w Petersburgu (1911–1912). Do głównych świątyń nawiązujących do budownictwa włodzimiersko-suzdalskiego należała cerkiew Chrystusa Zbawiciela na Wodach w Petersburgu (1910), która zarazem była najbardziej zbliżona do autentycznej architektury staroruskiej.
Od lat 80. XIX wieku do 1917 roku w neorosyjskiej architekturze sakralnej pojawił się trend modernistyczny, dotyczący głównie mniejszych projektów. Modernizm nie miał na celu zaprzeczania czy zrywania z rosyjską cerkiewną tradycją architektoniczną, lecz stanowił jej rozwinięcie poprzez stosowanie nowoczesnych rozwiązań technicznych i artystycznych w ramach tradycyjnych form.
Najstarszymi przykładami tego typu budowli są m.in. cerkiew Obrazu Chrystusa Nie Ludzką Ręką Uczynionego w Abramcewie (1881–1882) według projektu Wiktora Wasniecowa, niezachowana drewniana cerkiew Wszystkich Świętych w Nadieżdinsku (1896–1898), cerkiew św. Ducha w Tałaszkinie (1902–1905), cerkiew Zmartwychwstania Pańskiego w Sokolnikach (1903–1912), świątynia Św. Trójcy w Bałakowie (1908–1909), monaster Świętych Marty i Marii w Moskwie (1908–1911), cerkiew Opieki Przeświętej Bogurodzicy w Petersburgu (1912–1913), drewniana cerkiew Ikony Matki Bożej Kazańskiej w Wyricy (1912–1914), cerkiew Sergiusza z Radoneża na Kulikowym Polu (1913) i cerkiew Obrazu Chrystusa Nie Ludzką Ręką Uczynionego w Klaźmie (1913), będąca zarazem najstarszą żelbetową świątynią w Rosji.
Na początku XX wieku również niektóre cerkwie staroobrzędowców zaczęły być budowane w stylu modernizmu. Do najstarszych modernistycznych cerkwi staroobrzędowych należy cerkiew Ikony Matki Bożej „Znak” w Petersburgu (1906–1907) wybudowana według projektu Dmitrija Kryżanowskiego z własną kotłownią, parowym systemem ogrzewania ścian i wentylacją. Do kolejnych należały projekty Ilji Bondarenki, np. cerkiew na Małym Gawrikowie w Moskwie (1911).
Po upadku komunizmu w 1991 roku nastąpiło odrodzenie się stylu neorosyjskiego. Odbudowano wiele zniszczonych obiektów, m.in. sobór Chrystusa Zbawiciela w Moskwie (1990–2000) i Wielkiego Złatousta w Jekaterynburgu (2006–2013). Wybudowano nowy sobór Zwiastowania w Woroneżu (1998–2009), sobór św. Trójcy w Magadanie (2001–2008) i sobór Przemienienia Pańskiego w Chabarowsku (2001–2004). Pojawiło się także kilka przykładów zmodernizowanego stylu rosyjskiego, np. cerkiew św. Jerzego w Dorogomiłowie (1994–1995), cerkiew św. Pantelejmona w Rostowie nad Donem (1996–1997), cerkiew św. Piotra w Petersburgu (2005–2010), czasownia św. Aleksandra Newskiego w Korolowie (1998–1999) i sobór Chrystusa Zbawiciela w Królewcu (2004–2006).

##### Neorosyjska architektura świecka
W okresie od lat 30. XIX wieku do lat 20. XX wieku pojawiły się często monumentalne i funkcjonalne budynki świeckie w stylu neorosyjskim. Do najstarszych należały Wielki Pałac (1838–1849) i zbrojownia kremla moskiewskiego (1849–1851) zaprojektowane przez Thona. Architekt wykorzystał w swych projektach elementy istniejących, przedbarokowych pałaców w dawnym stylu rosyjskim, łącząc je z architekturą klasycystyczną.
Pod koniec lat 60. XIX wieku Wiktor Hartmann i Iwan Ropet rozpoczęli projektowanie kolejnych budowli neorosyjskich znacznie bardziej odwołujących się do autentycznych wzorów rosyjskiej architektury przedbarokowej i budownictwa ludowego. W 1872 roku wybudowano Typografię Mamontowa i Teatr Narodowy na Placu Warwarinskim w Moskwie, które stały się wzorami dla kolejnych budynków. W 1875 roku rozpoczęto budowę Państwowego Muzeum Historycznego w Moskwie i Muzeum Politechnicznego w Moskwie nawiązujących do XVI-wiecznej moskiewskiej architektury.
Następnymi ważnymi obiektami były: Teatr Korsza w Moskwie (1882), Teatr Paradies w Moskwie (1885), Teatr Dramatyczny w Samarze (1888), elektrostacja „Nowy Maneż” w Moskwie (1888), moskiewska Duma Miejska (1890–1892), dworzec kolejowy we Władywostoku (1891–1893), Targi w Niżnym Nowogrodzie (1893–1896), Wierchnije Torgowyje Riady z zastosowaną inżynierią strukturalną (1893). Wiele obiektów nosiło cechy eklektyczne. Za najbardziej „czysty” przykład stylu neorosyjskiego w architekturze świeckiej uważany jest dom Igumnowa w Moskwie (1888–1895).
Na początku XX wieku dochodzi do splotu stylu neorosyjskiego z modernizmem i retrospektywizmem, np. Dworzec Jarosławowski w Moskwie (1902) i dom przy ulicy Plutałowej 2 w Petersburgu (1911–1913). Styl neorosyjski w budownictwie świeckim przestał być szerzej stosowany w latach 20. XX wieku. Do rzadkich przykładów nawiązań do stylu neorosyjskiego w okresie radzieckim należy kawiarnia „Łabędź” na terenie WWC z połowy lat 50. Po 1991 roku zaczęto ponownie realizować projekty w stylu neorosyjskim, np. kreml izmajłowski w Moskwie (1998–2007).

##### Neorosyjska architektura drewniana
W 1815 roku Carlo Rossi zaprojektował dla carycy Elżbiety typowo rosyjską wieś do parku w Pawłowsku. W latach 1826–1827 zostało na zlecenie Fryderyka Wilhelma III wybudowane rosyjskie osiedle Alexandrowka w Poczdamie. Osiedle w formie hipodromu z krzyżem świętego Andrzeja zostało zaprojektowane przez Petera Josepha Lennégo, a wybudowane przez Johanna Georga Morscha Starszego. Plany poszczególnych domów Alexandrowki bazowały na rysunkach Carla Rossiego, który podarował swoje szkice pruskiemu królowi podczas wizyty u carycy w 1818 roku. W 1853 roku został na zamówienie cara Mikołaja I wybudowany we wsi Nizino pod Peterhofem „wzorcowy” wiejski, drewniany dom rosyjski. W 1856 roku Nikołaj Nikitin zaprojektował w duchu słowianofilstwa malutką Izbę Pogodinską na Dziewiczym Polu. Wznoszenie wiejskich budynków ze specjalnie podkreślanymi elementami ludowymi w pierwszej połowie XIX wieku wynikało z trendów sentymentalnych, romantycznych i poczucia wyjątkowości rosyjskiej architektury ludowej. Projekty te stały się źródłem inspiracji dla kolejnych, niekiedy bardzo okazałych drewnianych: izb, dacz, bani, siedzib (ros. usadba), dworków (ros. osobnjak), pałaców i dworów (ros. dworiec).
Ważnymi zabytkami, które miały wpływ na rozwój stylu są: dworek braci Stiepanowych w Czelabińsku z około 1865 roku zainspirowany uralskim budownictwem ludowym, bania „Teremok” (1872–1878) i studio-pracownia w Abramcewie (1873–1877), dom Sazanowa w Ostaszewie (1897) i izba „Teremok” we Fljonowie (1901). Budownictwo tego typu uległo z czasem wpływom modernizmu (np. dworek Szorina w Gorochowcu z początku XX wieku) i eklektyzmu, np. dacza Marii Kleinmichel na Wyspie Kamiennej (1908–1911) i dacza Pawła Baszenina w Sarapule (1909) z elementami neogotyku. Do rzadkich, zachowanych przykładów małej architektury neorosyjskiej w Polsce należy Dworek Gubernatora Grodzieńskiego (1845, neorosyjska przebudowa nastąpiła później) w parku pałacowym w Białowieży.
Do architektów inspirujących się folklorem i stosujących nowe, niestandardowe formy należeli Wiktor Hartmann i Iwan Ropet. Zapoczątkowany przez nich fantazyjny styl bywa nazywany „baśniowym”. Położyli oni podwaliny pod rosyjską architekturę pawilonów wystawienniczych, carskich stacji koronacyjnych, przystanków, kiosków itp. W XX wieku kontynuatorami tej tradycji stali się Fiodor Schechtel i Ilja Gołosow.

##### Styl neobizantyjski
Rosyjskie budownictwo neobizantyjskie pojawiło się wraz z obecnością Rosjan na Bałkanach i Kaukazie na przełomie lat 40. i 50. XIX wieku, inspiracją miejscową sztuką i zabytkami bizantyjskimi, w tym Hagią Sophią. Najstarszym, odosobnionym przykładem nawiązań do architektury bizantyjskiej połączonej z klasycyzmem jest sobór Mądrości Bożej w Carskim Siole (1780–1788). Od lat 20. XIX wieku pewne cechy bizantyjskie wykazują również staroruskie formy w stylu neorosyjskim. W przeciwieństwie do stylu neorosyjskiego, styl neobizantyjski był rozwijany również w pozostałych krajach prawosławnych, krajach niemieckich, Palestynie, Anglii, USA i innych.
Architektura neobizantyjska była rozwijana w wielu odmianach i regionach Rosji, w szczególności na południu Cesarstwa. Do pionierów architektury neobizantyjskiej należeli m.in. Grigorij Gagarin, Dawid Grimm, Wasilij Kosjakow, Roman Kuźmin. Najstarsze przykłady stylu neobizantyjskiego stanowią kolejno: sobór Wniebowstąpienia Pańskiego w Ałagirze (1851), sobór. św. Włodzimierza w Sewastopolu (1854–1888), sobór św. Włodzimierza w Chersonezie (1858–1891), sobór Trójcy Świętej w Jerozolimie (1860) i niezachowana cerkiew św. Dymitra z Sołunia w Petersburgu (1861–1865). W latach 1862–1882 z okazji 900. rocznicy chrztu Rusi wybudowano sobór św. Włodzimierza w Kijowie. W prace nad soborem byli zaangażowani najprzedniejsi ówcześni artyści rosyjscy (m.in. Aleksandr Beretti, Wiktor Wasniecow, Michaił Wrubel, Michaił Niestierow). Niezachowany sobór wojskowy Aleksandra Newskiego w Tbilisi (1871–1897) stał się wzorem przemysłowym dla następnych neobizantyjskich soborów rosyjskich, zanim został jeszcze ukończony. Ostateczny wariant proporcji świątyń neobizantyjskich został ustalony w projekcie cerkwi Ikony Matki Bożej „Miłująca” w Petersburgu (1887–1898). Do budowli najbardziej odbiegających od panujących standardów należą monumentalny sobór Zwiastowania w Charkowie (1888–1901) i sobór św. Piotra i Pawła w Kownie z kolumnami korynckimi (1891–1895). Do najokazalszych świątyń Królestwa Polskiego należała niezachowana cerkiew św. Mikołaja we Włocławku (1902–1906).
Od początku XX wieku styl neobizantyjski zaczął być łączony z elementami modernizmu, np. w soborze św. Mikołaja w Kronsztadzie (1903–1913). Wpływ modernizmu był szczególnie widoczny w projektach Fiodora Schechela, Siergieja Sołowjowa i Ilji Bondarenki. Pojawiły się próby połączenia stylu neobizantyjskiego z neoklasycyzmem (projekty Władimira Adamowicza), neoromanizmem lub stylem neomauretańskim, np. Wielka Synagoga Chóralna w Petersburgu (1883–1893).
Do rzadkich przykładów architektury świeckiej należą: niezachowana dolna dacza w Peterhofie (1883–1897), metochion Patriarchatu Konstantynopolitańskiego (1883), Teatr Cesarski w Tbilisi (1896) i przytułek braci Bojewych w Moskwie (lata 90. XIX wieku). Po 1917 roku styl neobizantyjski był rozwijany przez diasporę i emigrację rosyjską. Po 1991 roku doszło do odrodzenia się stylu w Rosji i powstania szeregu nowych obiektów cerkiewnych.

#### Retrospektywizm
Retrospektywizm w szerszym znaczeniu obejmował szereg rewizjonistycznych tendencji w sztuce rosyjskiej w latach 1900–1917, polegających na projektowaniu funkcjonalnych budynków, grafiki użytkowej itd. z użyciem nowoczesnych wówczas technologii i wyrazistych, czystych form sztuki minionych epok. Do głównych przedstawicieli retrospektywizmu w architekturze należeli propagatorzy włoskiej sztuki renesansowej (Andriej Biełogrud, Iwan Żołtowski, Marian Peretiatkowicz, Marian Lalewicz, Władimir Szczuko, Fiodor Lidvall), późnego baroku (Aleksandr Dmitriew, Lew Iljin, Nikołaj Lanceray) i przede wszystkim klasycyzmu (Jewgraf Wortyłow, Władimir Pokrowski, Stepan Kriczinski, Andriej Aplaksin, Iwan Żołtowski, Władimir Szczuko, Iwan Fomin, bracia Wiesniny, Fiodor Schechtel).
Retrospektywizm w ścisłym znaczeniu oznaczał nową falę neoklasycyzmu rosyjskiego na początku XX wieku. Neoklasycyzm jako jedyny nurt retrospektywizmu był rozwijany również po rewolucji w 1917 roku i ewoluował w kierunku monumentalnej architektury komunistycznej, bliskiej empire. Wielu spośród klasycystów zostało czołowymi przedstawicielami oficjalnej sztuki radzieckiej. Do głównych przykładów retrospektywizmu klasycystycznego należą liczne domy mieszkalne i towarowe Petersburga i Moskwy (lata 1900–1930), pałac Popowcewa na Wyspie Kamiennej (1911–1912), siedziba dyrekcji Kolei Świerdłowskiej (1925).
Retrospektywizm renesansowy reprezentują dom Tarasowa w Moskwie (1912) i gmach banku Wawalberg w Petersburgu (1913), a retrospektywizm barokowy czasownia przy Soborze Sampsonowskim w Petersburgu (1909) w stylu baroku jelizawetyńskiego, Dworzec Kazański w Moskwie (1913–1940) w stylu baroku moskiewskiego i Miejski Dom Uczelniany Aleksandra Dmitriewa w Petersburgu (1910–1912) w stylu baroku piotrowskiego.
Niekiedy do szeroko pojętego retrospektywizmu bywa zaliczany późny wariant architektury neorosyjskiej reprezentowany przez Aleksieja Szczusiewa, Siergieja Sołowjowa, Ilję Bondarenkę i innych. W przeciwieństwie do starszych architektów neorosyjskich, retrospektywiści przywiązywali większą wagę do posługiwania się wyrazistymi, autentycznymi wzorami dawnej architektury rosyjskiej i nie wahali się korzystać ze zdobyczy modernizmu. Do najważniejszych budynków zaliczane są m.in. budynek Banku Państwowego w Niżnym Nowogrodzie (1910–1912) i Dworzec Kijowski w Moskwie (1914–1918).

### Modernizm

#### Art nouveau
Art nouveau stanowiło zróżnicowany kierunek w sztuce rosyjskiej w okresie od końca XIX wieku do 1918 roku, w ramach którego można wydzielić trzy główne nurty: modernizowany narodowy styl neorosyjski, modernizm północny (odpowiednik skandynawskiego romantyzmu narodowego) oraz modernizm moskiewski. W okresie tym doszło do gwałtownego rozwoju wielu dziedzin sztuki, szczególnie typografii, grafiki użytkowej, meblarstwa i innych rzemiosł artystycznych.

##### Art nouveau w stylu neorosyjskim
„Baśniowy” nurt w architekturze neorosyjskiej, nazywany niekiedy „secesją rosyjską”, rozwinął się w latach 70. XIX wieku (Wiktor Hartmann, Iwan Ropet, Fiodor Schechtel). Jednym z pierwszych przykładów był projekt budowy nowej Bramy Kijowskiej z 1869 roku Wiktora Hartmanna. Do głównych przykładów modernizmu w stylu neorosyjskim zalicza się przebudowę Dworca Jarosławskiego w Moskwie (1902–1904) i dom „Skazka” w Petersburgu (1909, arch. Aleksandr Bernardazzi).

##### Modernizm północny
Pionierami tzw. „północnej architektury modernistycznej”, rozwijanej głównie w Petersburgu, guberniach nadbałtyckich i Wielkim Księstwie Finlandii byli Fiodor Lidvall i Wasilij Motyljow. Kolejnymi architektami odwołującymi się do modernizmu północnego byli m.in. Aleksandr von Hohen, Stanisław Brzozowski, Sima Minasz, Gawriił Baranowski, Paweł Suzor. Styl ten jest odpowiednikiem zachodniego romantyzmu narodowego i wyróżniał się na tle rosyjskiego modernizmu największym wpływem wzorów zachodnioeuropejskich, szczególnie skandynawskich. W 1897 roku Siergiej Dagilew zorganizował w Petersburgu pierwszą wystawę 70 szwedzkich, norweskich i duńskich artystów modernistycznych, a w roku następnym także artystów rosyjskich i fińskich. Obie wystawy miały wpływ na kształtowanie się modernizmu północnego w Rosji, który obok inspiracji sztuką skandynawską czerpał wzory z rosyjskiego folkloru, budownictwa ludowego i architektury staroruskiej. Szczególnie znamienne były wzajemne wpływy oraz związki artystyczne fińsko-rosyjskie, np. ojciec fińskiej architektury modernistycznej Eliel Saarinen był zarazem członkiem Akademii Sztuk Pięknych w Petersburgu i należał do „Świata Sztuki”. Samo Wielkie Księstwo Finlandii stanowiło w latach 1809–1917 autonomiczną krainę Imperium Rosyjskiego. Modernizm północny był także rozwijany na terenie rosyjskich guberni nadbałtyckich, gdzie po 1917 roku stał się istotnym elementem architektury łotewskiej i estońskiej.
Najstarszymi przykładami modernizmu na terenie dzisiejszej Rosji są luksusowe obiekty mieszkalne: dacza wielkiego kniazia Borysa Władymirowicza w Carskim Siole (1896–1897), Hauswald na Wyspie Kamiennej (1898, później dwukrotnie przebudowywany), willa Matyldy Krzesińskiej w Petersburgu z oryginalnym oknem na sad (1904–1906) i dworek Czajewa w Petersburgu (1906–1907). Kolejnymi ważnymi obiektami w Petersburgu są m.in. siedziba kompanii Singer (1902), dom Towarzystwa Handlowego „Bracia Jelisiejewy” (1902) i Dom Tołstowski (1910–1912).

##### Secesja moskiewska i inne ośrodki
Modernizm moskiewski wyróżniał się większym przywiązaniem do lekkich form secesyjnych niż surowy modernizm północny. Do głównych architektów należeli Lew Kekuszew, Fiodor Schechtel, Aleksandr Zelenko, Gieorgij Makajew i Iwan Strukow. Najstarszym przykładem modernizmu moskiewskiego jest siedziba Lista w Moskwie (1898). Do kolejnych, podobnych projektów należą: dom Jakunczikowa Williama Walcota (1899), domy Rjabuszinskich (1900) i Dzierażynskich (1901) zaprojektowane przez Fiodora Schechtela, siedziba Dinga w Sokolnikach (1902) i dom Mindowskiego na ul. Powarskiej (1903). Do ważnych obiektów moskiewskich zalicza się także Hotel Metropol (1899–1907), Typografia Levensona (1900), dom czynszowy „Sokoł” (1902) i Dwór Bojarski (1901–1903).
Rosyjska architektura secesyjna była rozwijana także poza Moskwą i Petersburgiem, głównie w Rydze (np. budynki Michaiła Eisensteina), w kaukaskich miasteczkach turystycznych i senatoriach (np. dom handlowy Oganowa we Władykaukazie z 1903 roku), na Powołżu, gdzie powstawały budynki z silnymi wpływami secesji wiedeńskiej (np. dacza Gołownika „ze słoniami” w Samarze z 1908 i Hotel Astoria w Saratowie z 1917 roku) oraz na wielu innych miejscach. W latach 1902–1903 doszło do wykształcenia się ukraińskiego stylu modernistycznego, który był rozwijany w wielu miastach Ukrainy i południa Rosji. Do pionierów nowego stylu należeli: rosyjski architekt Iwan Kuzniecow, autor projektu cerkwi Opieki Przeświętej Bogurodzicy w Plesziwcu (1902) oraz Wasilij Kriczewski, główny architekt Połtawskiego Gubernialnego Ziemstwa (1903). Artyści inspirowali się głównie idealizowanym, lokalnym budownictwem ludowym i dawnym barokiem kozackim. Podczas I wojny światowej, rewolucji w Rosji i utraty części terytoriów rozwój modernizmu na utraconych obszarach zaczął podążać w różnych kierunkach.

#### Nowoczesna inżynieria
Nowoczesne budownictwo pojawiło się w Rosji pod koniec XIX wieku dzięki doświadczeniom sztuki inżynierskiej, związanym z budową kolei, górnictwem i ogólnym rozwojem przemysłu. Zaczęły powstawać wtedy mosty o wielkich rozpiętościach (niekiedy otwierane), wielkie piece hutnicze, doki pływające, stalowe wieżowce, rusztowe maszty radiodyfuzyjne. Wprowadzanie nowych materiałów (żelbet, stal, szkło) umożliwiło gwałtowny rozwój budownictwa. Główną rolę w konstruowaniu nowych obiektów odegrał Władimir Szuchow, który w roku 1896 opracował konstrukcję wieży stalowej w kształcie hiperboloidy obrotowej, odznaczającą się znaczną wytrzymałością, lekkością i prostotą wykonania. Około 200 takich stalowych konstrukcji zbudowano jako wieże ciśnień, latarnie morskie, wieże radiowe itd. Budowano też wieże wielopiętrowe, montowane metodą „teleskopową”. Innym poważnym wkładem Szuchowa w rozwój budownictwa były jego prace nad lekkimi, ekonomicznymi przykryciami przestrzennymi, w wielu przypadkach znacznie wyprzedzającymi jego epokę. Do przykładów nowoczesnego budownictwa należą: Wierchnije Torgowyje Riady (1893), dom Moskiewskiego Towarzystwa Kupieckiego (1909, arch. Fiodor Schechtel), otwierany Most Pałacowy w Petersburgu (1916). Po 1917 roku architektura modernistyczna w Rosji zaczęła ewoluować w kierunku konstruktywizmu. W stylu obu kierunków – modernistycznego i konstruktywistycznego został zaprojektowany m.in. Budynek Centralnego Telegrafu w Moskwie (1925–1927, arch. Iwan Rerberg).

#### Awangarda
Awangarda rosyjska obejmowała szereg zjawisk i zróżnicowanych kierunków w ramach modernizmu, które pojawiły się w sztuce rosyjskiej w latach 1900–1932. Szczególne miejsce w architekturze rosyjskiej zajęły kierunki: konstruktywizm, suprematyzm i racjonalizm. Pozostałe kierunki były rozwijane okazjonalnie, głównie w sferze projektowej. Była rozwijana nowoczesna inżynieria, m.in. inżynieria strukturalna Władimira Szuchowa.

##### Konstruktywizm
W latach 1913–1920 uformował się w Rosji konstruktywizm, który następnie zrewolucjonizował koncepcję sztuki na świecie. Wyznaczenie dokładnej daty powstania konstruktywizmu nie jest możliwe. Na powstanie kierunku złożyły się głównie: kubofuturyzm, projektowane od 1911 roku stalowe reliefy i sztuka maszynowa Władimira Tatlina, teoria grafiki Aleksandra Rodczenki z 1917 roku oraz koncepcja sztuki Antoine Pevsnera i Nauma Gabo opublikowana w Manifeście realistycznym w 1920 roku. W 1915 roku odbyła się pierwsza ekspozycja reliefów Tatlina w ramach „Ostatniej wystawy futurystycznej 0.10” w Petersburgu, na której także ogłoszono powstanie suprematyzmu, łączonego niekiedy z konstruktywizmem. Jako nazwa kierunku sztuki konstruktywizm pojawił się w latach 1917–1920. W 1919 roku odbyła się pierwsza wystawa młodych konstruktywistów z OBMACHU (1919–1923), a w 1921 roku odbyły się w Moskwie dwie kluczowe wystawy „5×5=25”.
Konstruktywiści odrzucali całkowicie sztukę dekoratywną i koncentrowali się wyłącznie na znalezieniu funkcji przestrzeni i przedmiotu adekwatnej do potrzeby. To podejście zaowocowało rewolucją w architekturze, która doprowadziła do powstania tzw. stylu międzynarodowego. W przeciwieństwie do stylu międzynarodowego, radziecki konstruktywizm nie dążył do w pełni abstrakcyjnej i zdematerializowanej kompozycji, opierając się często na efektach kontrastu między elementami ciężkimi i lekkimi, sugerując przezwyciężenie grawitacji. Zakładane przez konstruktywistów zasady obejmowały początkowo anonimowość architektury, zastosowanie inżynierii maszynowej, metod przemysłowych i marksistowskich idei społecznych w budownictwie. Klasyczny konstruktywizm podkreślał też znaczenie samego procesu budowlanego, wprowadzając do architektury elementy wskazujące na możliwość kontynuacji i rozbudowy budynku, takie jak wybiegające w przestrzeń ramy, maszty i stropy.
Twórcami i głównymi przedstawicielami konstruktywizmu w architekturze byli: Władimir Tatlin, bracia Aleksandr, Wiktor i Leonid Wiesniny, Moisej Ginzburg, Ilja Gołosow, Iwan Leonidow, El Lissitzky, Konstantin Mielnikow, Grigorij Barchin, Michaił Barszcz i Władimir Władimirow. Za pierwsze dzieło architektoniczne konstruktywizmu uchodzi niezrealizowany projekt Wieży III Międzynarodówki w Piotrogrodzie (1919) Władimira Tatlina w postaci spiralnej kratownicowej wieży o wysokości 400 m i odchyleniem od pionu rzędu 23,5°, w którą wplecione były pomieszczenia użytkowe w kształcie brył elementarnych. Drugim kluczowym projektem jest Pałac Pracy w Moskwie (1923) braci Wiesninów. Na początku lat 20. konstruktywizm stał się najistotniejszym kierunkiem w nowoczesnej architekturze ZSRR. Czołowi konstruktywiści współpracowali z moskiewskim Wchutiemasem, który w 1926 roku został reorganizowany i działał pod zmienioną nazwą Wchutietin. Pod nazwą Wchutetin działała także siostrzana szkoła konstruktywistów w Leningradzie (1922–1930). W 1926 roku został utworzony Związek Nowoczesnych Architektów (OSA), pierwszy organ konstruktywistycznych budowniczych projektujących funkcjonalistyczne budynki, m.in. zmechanizowane fabryki-kuchnie (pierwsza z 1925 roku w Iwanowie), domy-komuny, zakładowe kluby robotnicze, fabryki, szpitale, szkoły itd. Najważniejszym pismem konstruktywistów była „Sowriemiennaja Architektura” (1926–1930).

##### Suprematyzm
Jedynym architektem suprematystycznym wywodzącym się z kręgu Malewicza i Unowisu był Lazar Chidekel, który w latach 1922–1932 zaprojektował suprematyczno-futurystyczne budynki, m.in. „Klub Robotniczy”, „Aero-Miasto”, „Miasto-Ogród” i „Miasto na wodzie”.

##### Bauhaus i artyści zachodni w Rosji
Bauhaus (1919–1933) od samego początku wykazywał związki ze sztuką rosyjską, szczególnie Wchutiemasem. Pierwszym i zarazem jednym z głównych teoretyków Bauhausu został Wasilij Kandinski. W 1931 roku były dyrektor Bauhausu Hannes Meyer przyjechał do Moskwy razem z ekipą około 30 specjalistów. W zespole specjalistów znalazło się 7 członków Bauhausu: René Mensch, Klaus Meumann, Konrad Püschel, Tibor Weiner, Anton Urban, Béla Scheffler i Philipp Tolziner. Specjaliści pracowali przy industrializacji ZSRR w ramach tzw. „Czerwonej Brygady Bauhausu”. Byli odpowiedzialni m.in. za budowę radzieckich „soc-miast” i fabryk w Magnitogorsku, Świerdłowsku, Orsku, Permie i Solikamsku. W 1933 roku Hannes Meyer przedstawił plan generalny rozwoju Birobidżanu w stylu Bauhausu, który został częściowo zrealizowany.
Do architektów związanych w latach 20. i 30. z Rosją należeli także artyści ABC, głównie Mart Stam, Hans Schmidt i Hannes Meyer. ABC stanowiło organ konstruktywistycznej międzynarodówki zainspirowany periodykiem Wieszcz. Gegenstand. Objet, wydawanym wcześniej przez El Lissitzkiego w Berlinie. Członkowie ABC weszli w skład brygady „Maj” w ZSRR i byli zaangażowani w budowę Magnitogorska, Makiejewki i Orska. W Rosji działali ponadto: Bruno Taut, Albert Kahn, Ernst May (plany satelickich miast robotniczych, zabudowa Magnitogroska, niezrealizowany plan rekonstrukcji Moskwy) i Le Corbusier (m.in. budynek Centrosojuza w Moskwie, alternatywny projekt Pałacu Rad w Moskwie).
Do nieco mniej intensywnych kontaktów rosyjskich artystów dochodziło z przedstawicielami De Stijl i innych zachodnich grup artystycznych, znajdujących się pod wpływem sowieckiego suprematyzmu i konstruktywizmu. W latach 1922–1926 na skutek odmiennych wizji artystycznych i sporów Theo van Doesburga z Mojse Ginzburgiem i innymi konstruktywistami dochodziło do stopniowego zrywania więzi łączących De Stijl i Rosję. Niektórzy artyści związani z De Stijlem weszli jednak później w skład międzynarodowych brygad działających w ZSRR. Po 1932 roku w Rosji stopniowo rezygnowano z awangardy na rzecz postkonstruktywizmu i socrealizmu.

##### Racjonalizm
Racjonalizm stanowił pokrewny konstruktywizmowi kierunek w architekturze rosyjskiej w latach 1920–1932. Do głównych jego przedstawicieli należeli Apolinarij Krasowski i Nikołaj Ładowski. Styl ten charakteryzował się surowością formy i podkreślaniem funkcjonalizmu architektury. W odróżnieniu od konstruktywizmu był położony w nim nacisk na psychologiczny aspekt postrzegania architektury. Kierunek ten był rozwijany w ramach OBMASu (1920–1923) przy Wchutiemasie, a następnie Asocjacji Nowych Architektów – ASNOWA (1923–1932) i Stowarzyszenia Architektów-Urbanistów – ARU (1928–1932). Do głównych projektów racjonalizmu należą kompleks mieszkalny na Szabałowce w Moskwie (1927), „Latające miasta” Giorgija Krutikowa (1928) i miasteczko artystyczne w Moskwie (1929–1934).

#### Socrealizm
Po 1917 roku rewolucyjna sztuka proletariacka w Rosji ewoluowała w kierunku faworyzowanego od 1928 roku przez władze socrealizmu, stanowiącego splot ideologii komunistycznej z realistyczną manierą. Pierwszymi teoretykami socrealizmu byli Aleksandr Bogdanow, Anatolij Łunaczarski i Aleksandr Woronski. Łunaczarski jako pierwszy wprowadził już w 1906 roku pojęcie „proletariacki realizm”. W 1932 roku Iwan Gronski i Walerij Kirpotin współpracując z politbiurem i dysponując aprobatą Stalina, rozpoczęli propagację terminu „socjalistyczny realizm” oraz głoszenie „konieczności” dostosowania awangardy do ogólnego kierunku rozwoju sztuki radzieckiej w nawiązaniu do tradycji klasycznej, nowych koncepcji realizmu i tzw. „typowości”. W 1934 roku socrealizm stał się ostatnim oficjalnym stylem w Rosji i dominował do lat 60. XX wieku.

##### Postkonstruktywizm i Art déco
Posktonstruktywizm oznacza przejściowy etap w architekturze radzieckiej od awangardy do neoklasycystycznego stylu stalinowskiego i socrealizmu w latach 1932–1936 (u niektórych autorów górna granica bywa przesuwana do 1941 roku). Niekiedy etap ten bywa określany wczesną, przedwojenną architekturą stalinowską. Styl klasycystyczny, eklektyzm, empire, art déco, a nawet styl barokowy, typowe raczej dla dawnej arystokracji rosyjskiej, zaczęto utożsamiać ze stylem proletariackim. Dotychczasową sztukę awangardową stworzoną na potrzeby proletariatu, zaczęto tymczasem łączyć z burżuazją. Rozpoczęto kampanię przeciwko „kanciatej” architekturze konstruktywistycznej. Od lata 1932 roku nie zrealizowano ani jednego nowego konstruktywistycznego projektu w Rosji.
Postkonstruktywizm łączy w sobie elementy konstruktywizmu oraz klasycyzmu (ewentualnie innych tradycyjnych stylów) i zbiegł się z rozwojem Art déco w Rosji, z którym bywał łączony. W 1925 roku na Międzynarodowej Wystawie Nowoczesnej Sztuki Dekoracyjnej i Przemysłowej w Paryżu, uważanej za pierwszą wystawę Art-déco, uczestniczyli również artyści rosyjscy. Do przykładów Art déco w architekturze rosyjskiej należą „stumieszkaniowy dom” w Nowosybirsku (1934) i stacja metra „Aeroport” w Moskwie (1932). Do pionierów postkonstruktywizmu zaliczani są Iwan Fomin i Ilja Gołosow. Równolegle do postkonstruktywizmu był rozwijany w Rosji „czysty” neoklasycyzm przez takich architektów jak np. Władimir Szczuko. Do współczesnych budynków nawiązujących do projektów z lat 30. XX wieku należy m.in. kompleks mieszkalny na Preobrażenskiej Zastawie w Moskwie (2002–2005).

##### Architektura neoklasycystyczna i tradycjonalistyczna
W architekturze neoklasycyzm radziecki wywodzi się wprost z retrospektywizmu klasycystycznego (neoklasycyzmu rosyjskiego I połowy XX wieku), który w latach 1917–1932 znajdował się w cieniu radzieckiej awangardy. Od 1928 roku znaczenia zaczynały nabierać konserwatywne kręgi w sztuce sowieckiej, czemu sprzyjały osobiste upodobania Józefa Stalina. Promowano powrót do greckich i rzymskich motywów w sztuce, niektóre formy art déco, neorenesans, monumentalną architekturę empire. Inspiracje czerpano z projektów: Witruwiusza, Palladia, Piranesiego, Rastriellego i Bażenowa. Znaczenia nabrali tacy architekci jak Iwan Żołtowski, Władimir Szczuko, Aleksiej Szczusiew i Iwan Fomin, stosujący formy neoklasycystyczne czy neorenesansowe. Konserwatywne, tradycjonalistyczne trendy w architekturze zaczęto utożsamiać z socrealizmem w pozostałych dziedzinach sztuki, co od samego początku budziło wątpliwości co do słuszności założeń teoretycznych w budownictwie. Aleksiej Szczusiew, uważany za wybitnego architekta epoki stalinowskiej miał m.in. oświadczyć: Oddam swoje miesięczne wynagrodzenie temu, kto mi wyjaśni czym jest socrealizm w architekturze.
Za punkt zwrotny w ogólnym trendzie budownictwa radzieckiego uważany jest konkurs na projekt Pałacu Rad w Moskwie, który w 1933 roku wygrał Boris Iofan. W 1934 roku utworzono Radziecką Akademię Architektury i Związek Architektów ZSRR, w ramach których działali główni architekci socrealistyczni, m.in. Boris Iofan, Dmitrij Czeczulin, Lew Rudniew i Siergiej Czerniszew. Symbolami architektury stalinowskiej stały się m.in. grupa siedmiu wieżowców w Moskwie (1947–1953) oraz wzniesiony według projektu Rudniewa Pałac Kultury i Nauki w Warszawie (1952–1955). W latach 40. XX wieku rozpoczęto projektowanie miast zamkniętych w Rosji, co wymagało opracowania nowego typu urbanistyki i bardziej funkcjonalistycznej architektury. Miasta zamknięte stanowiły często nowo wybudowane osiedla lub całe miasta z różnym stopniem ograniczeń w przemieszczaniu się i zamieszkaniu, z uwagi na ich znaczenie strategiczne (wojskowe, naukowo-techniczne lub energetyczne). Pierwsze miasta zamknięte powstały w Rosji w 1946 roku w związku z pracami nad konstrukcją broni nuklearnej. W 1947 roku otwarto poligon (od 1962 roku kosmodrom) Kapustin Jar, w 1957 roku zakończono budowę Kosmodromu Plesieck razem z rozległym kompleksem naukowo-technicznym i miastem zamkniętym Mirny. W 1954 roku wybudowano pierwszą na świecie cywilną elektrownię atomową w Obninsku z gmachem głównym w stylu neoklascycystcznym.
Pierwsze próby stosowania bardziej ekonomicznych rozwiązań i prefabrykatów pojawiły się w 1948 roku, np. pierwszy zbudowany w całości z paneli blok mieszkalny przy stacji metra Poleżajewskaja w Moskwie, zaprojektowany przez Witalija Łagutenkę i Michaiła Posochina. W styczniu 1951 roku odbyła się konferancja w Moskwie poświęcona ekonomicznemu aspektowi nowej architektury stołecznej. W latach 1951–1955 wybudowano przy użyciu prefabrykatów blok mieszkalny na ulicy Kuusinena 17 w Moskwie. Formalny koniec epoki stalinowskiej w architekturze nastał w 1955 roku, kiedy Komitet Centralny KP ZSRR i Rada Ministrów ZSRR wspólnie wydali rozporządzenie nr 1871 „O eliminacji nadmiaru w projektowaniu i budownictwie”.

#### Modernizm i brutalizm w 2. połowie XX wieku
Po 1955 roku nastąpił powrót do architektury funkcjonalnej i otwarcie się na nowe kierunki w architekturze. Przykładami nowego typu budownictwa są nowe elektrownie atomowe i wodne oraz wieża telewizyjna Ostankino (1960–1967), obecnie najwyższa budowla w Europie i czwarta najwyższa na świecie. Konstrukcja wieży wzorowana na kwiecie odwróconej lili jest z założenia prosta, oszczędna, surowa, i spełnia trzy podstawowe funkcje: telekomunikacyjną, meteorologiczną i obserwacyjną. W 1961 roku zakończono budowę moskiewskiego Gwiezdnego Miasteczka razem z Centrum Wyszkolenia Kosmonautów im. J. Gagarina. Interesującymi budowlami są Cyrk Państwowy w Kazaniu (1967) i hotel Tarelka w Dombaju na Kaukazie (1969), silnie kontrastujące z otaczającym je środowiskiem. Rozpoczęta w latach 30. budowa socjalistycznych osiedli mieszkaniowych, przerwana w znacznej mierze w trakcie II wojny światowej, była wznowiona w latach 50. i trwała do końca lat 80. XX wieku. Do bardziej znanych projektów należy moskiewskie osiedle Matwiejewskoje z „Domem Pierścieniem” (1967–1973).
Brutalizm pojawił się w architekturze radzieckiej w okresie od końca lat 60. do lat 80. XX wieku pod wpływem architektów zachodnich, takich jak np. Le Corbusier. Projekty rosyjskie charakteryzowały się niekiedy wpływami konstruktywizmu, np. Hotel Ruś w Leningradzie (1980–1988) został zaprojektowany z wykorzystaniem planów Josifa Wachsa z lat 1930–1933. Do najważniejszych projektów lat 70. i 80. XX wieku należą: Instytut Badawczy „Argon” będący najdłuższym, mierzącym 735 metrów długości budynkiem w Moskwie (zwany potocznie „Murem”, lata 70. XX wieku), Rosyjskie Naukowe Centrum Onkologiczne w Moskwie (1972–1979), niedokończony Szpital Chorwinski „Umbrella” w Moskwie w kształcie międzynarodowego symbolu zagrożenia biologicznego „biohazard” (1980), korpus „Drużba” w senatorium „Kurpaty” w Jałcie (1985), Okręgowy Teatr Dramatyczny im. F. Dostojewskiego w Nowogrodzie Wielkim (1987) oraz Instytut Chemii Bioorganicznej Rosyjskiej Akademii Nauk w kształcie łańcucha DNA (1984).

##### Architektura współczesna
Pod koniec XX wieku pojawił się w Rosji szereg nowych, zróżnicowanych kierunków i koncepcji architektonicznych. Do neofuturystycznych projektów należą np. Centrum Lachta w Petersburgu (w trakcie budowy), Moskiewskie Muzeum Politechniczne i Centrum Edukacyjne (3XN Architects) oraz dom Naomi Campbell w Moskwie (2006–2012, arch. Patrik Schumacher, Zaha Hadid Architects i inni). Inspiracje kubizmem wykazują m.in. dom Julii Cziczeriny (arch. Deceuninck), dom „Zodczestwo” (2010, Ithaka Architecture & design) i „Parasite Office” w Moskwie (XXI wiek, Za Bor Architects). Uznanie zyskał rosyjski „QR Code Covered Pavilion” pokazany na 13 Bienale Architektury w Wenecji w 2012 roku. W XXI wieku pojawiła się również architektura high-tech, np. Wieża Merkury (2009–2013), 374. metrowa Wieża Federacji (2004–2015), stanowiąca najwyższy budynek mieszkalny w Europie oraz Wieża Ewolucji (2011–2014), której każde piętro obrócone jest o 3° w stosunku do poprzedniego, a łączny obrót ostatniego piętra w stosunku do pierwszego wynosi 135°. Inspiracją dla wykręconej formy budynku była rzeźba Pocałunek Auguste Rodina. Do innych projektów należą np. Motel w Ochotnom Rjadzie (2007, Architectural Studio X.Y.Z.), blok mieszkalny „Parus” (2008, arch. Mosprojekt-4), Fort Daniłowski w Moskwie (2008, Siergiej Skuratow Architects), plan przebudowy wzniesionego w latach 1961–1964 kinoteatru „Rossija” (2011, arch. Juan Andrés Díaz Parra) i Kosmodrom Wostocznyj wraz z miastem zamkniętym Ciołkowski (2012). W 2016 roku ukończono budowę stacji metra w moskiewskim Rumiancewie, nawiązującej do twórczości Pieta Mondriana. Do nowoczesnych budynków sportowych należą: kompleks olimpijski w Soczi, stadion Dynamo w Moskwie (w trakcie budowy) oraz kluby szachowe w Chanty-Mansyjsku (2010) i Moskwie (2015).

## Architektura rosyjska za granicą

### Architektura sakralna za granicą
W latach 1802–1917 wybudowano ponad sto wolno stojących świątyń dla Rosyjskiego Kościoła Prawosławnego poza granicami Rosji. Najstarszą jest cerkiew św. Aleksandry w Üröm (1802), którą zbudowano jako świątynię-pomnik nad grobem wielkiej księżnej Aleksandry Pawłowny Romanowej. Na potrzeby rosyjskiej diaspory i pielgrzymów wybudowano m.in. cerkiew św. Marii Magdaleny w Jerozolimie (1885–1888), cerkiew św. Michała Archanioła w Cannes (1894–1896), sobór św. Mikołaja w Nicei (1903–1912) i cerkiew w San Remo (1910). W latach 1882–1912 wybudowano neobizantyjski sobór św. Aleksandra Newskiego w Sofii. Sobór ten został wzniesiony na cześć rosyjskiego cara Aleksandra II, dzięki któremu Bułgaria uzyskała niepodległość w 1878 roku. Cerkiew Narodzenia Pańskiego w Szipce (1885) stanowiła kolejny pomnik przyjaźni bułgarsko-rosyjskiej. Wybudowana w 1826 roku cerkiew św. Aleksandra Newskiego w Poczdamie miała obok służby wierzącym, przysłużyć się „umacnianiu przyjaźni prusko-rosyjskiej”. Z okazji setnej rocznicy zwycięstwa Rosjan w „bitwie narodów” wybudowano w Lipsku cerkiew św. Aleksego (1911–1913).
Po 1917 roku tradycyjne rosyjskie budownictwo sakralne było rozwijane zagranicą przez diasporę i „białą” emigrację. Powstały po rewolucji październikowej Rosyjski Kościół Prawosławny poza granicami Rosji zerwał w 1927 roku swoją podległość wobec Rosyjskiego Kościoła Prawosławnego zmuszonego w tym czasie do współpracy z władzą stalinowską. Ponowne zjednoczenie obu Kościołów nastąpiło dopiero w 2007 roku. Rosyjscy budowniczy byli szczególnie aktywni w międzywojennej Jugosławii, gdzie sam Wasilij Androsow wybudował około 50 neobizantyjskich świątyń. Do cerkwi wzniesionych przez rosyjską diasporę należy m.in. cerkiew św. Aleksandra Newskiego w Belgradzie (1927). Rosyjski malarz Andriej Bicenko wykonał freski na murach Rużicy, najstarszej cerkwi w Belgradzie. Rosyjska emigracja w Chinach wybudowała w Harbinie dwa prawosławne sobory oraz szereg mniejszych budynków.

## Zbiory sztuki architektonicznej w Rosji
Do najważniejszych rosyjskich muzeów sztuki należą: Ermitaż, Galeria Tretiakowska, Muzeum Rosyjskie w Sankt Petersburgu i Muzeum Sztuk Pięknych im. Puszkina w Moskwie. W muzach tych są przechowywane również przedmioty powiązane z architekturą, np. projekty i makiety architektoniczne, pozostałości niektórych budowli. Osobną grupę stanowią muzea kompleksów pałacowych lub innych siedzib, budynki muzealne stanowiące same w sobie zabytki architektury i skanseny z zabytkami tradycyjnej, najczęściej drewnianej architektury rosyjskiej.